# Liste des communes du département du Jura
Cet article concerne les communes du département français. Pour les communes du canton suisse du Jura, voir Communes du canton du Jura. Pour les autres listes de communes, voir Listes des communes de France.
| - Le Jura en France métropolitaine. - Carte des communes du Jura. |

Cette page liste les 492 communes du département français du Jura au 1er janvier 2025.

## Liste des communes
Le tableau suivant donne la liste des communes au 1er janvier 2025, en précisant leur code Insee, leur code postal principal, leur arrondissement, leur canton, leur intercommunalité, leur superficie, leur population et leur densité, d'après les chiffres de l'Insee issus du recensement 2022,.
| Nom                          | Code Insee | Code postal | Arrondissement  | Canton                              | Intercommunalité                           | Superficie (km2) | Population (dernière pop. légale) | Densité (hab./km2) | Modifier                                    |
| ---------------------------- | ---------- | ----------- | --------------- | ----------------------------------- | ------------------------------------------ | ---------------- | --------------------------------- | ------------------ | ------------------------------------------- |
| Lons-le-Saunier (préfecture) | 39300      | 39000       | Lons-le-Saunier | Lons-le-Saunier-1 Lons-le-Saunier-2 | CA Espace communautaire Lons Agglomération | 7,68             | 16 942 (2022)                     | 2 206              | modifier les données · modifier les données |
| Abergement-la-Ronce          | 39001      | 39500       | Dole            | Tavaux                              | CA Grand Dole                              | 7,12             | 832 (2022)                        | 117                | modifier les données · modifier les données |
| Abergement-le-Grand          | 39002      | 39600       | Dole            | Arbois                              | CC Arbois, Poligny, Salins – Cœur du Jura  | 4,22             | 61 (2022)                         | 14                 | modifier les données · modifier les données |
| Abergement-le-Petit          | 39003      | 39800       | Dole            | Bletterans                          | CC Arbois, Poligny, Salins – Cœur du Jura  | 1,52             | 48 (2022)                         | 32                 | modifier les données · modifier les données |
| Abergement-lès-Thésy         | 39004      | 39110       | Dole            | Arbois                              | CC Arbois, Poligny, Salins – Cœur du Jura  | 4,63             | 50 (2022)                         | 11                 | modifier les données · modifier les données |
| Aiglepierre                  | 39006      | 39110       | Dole            | Arbois                              | CC Arbois, Poligny, Salins – Cœur du Jura  | 6,97             | 424 (2022)                        | 61                 | modifier les données · modifier les données |
| Alièze                       | 39007      | 39270       | Lons-le-Saunier | Moirans-en-Montagne                 | CC Terre d'Émeraude Communauté             | 5,86             | 149 (2022)                        | 25                 | modifier les données · modifier les données |
| Amange                       | 39008      | 39700       | Dole            | Authume                             | CA Grand Dole                              | 6,77             | 432 (2022)                        | 64                 | modifier les données · modifier les données |
| Andelot-en-Montagne          | 39009      | 39110       | Lons-le-Saunier | Champagnole                         | CC Champagnole Nozeroy Jura                | 12,48            | 573 (2022)                        | 46                 | modifier les données · modifier les données |
| Andelot-Morval               | 39010      | 39320       | Lons-le-Saunier | Saint-Amour                         | CC Terre d'Émeraude Communauté             | 10,54            | 91 (2022)                         | 8,6                | modifier les données · modifier les données |
| Annoire                      | 39011      | 39120       | Dole            | Tavaux                              | CC de la Plaine Jurassienne                | 15,69            | 423 (2022)                        | 27                 | modifier les données · modifier les données |
| Arbois                       | 39013      | 39600       | Dole            | Arbois                              | CC Arbois, Poligny, Salins, Cœur du Jura   | 45,42            | 3 146 (2022)                      | 69                 | modifier les données · modifier les données |
| Archelange                   | 39014      | 39290       | Dole            | Authume                             | CA Grand Dole                              | 5,09             | 218 (2022)                        | 43                 | modifier les données · modifier les données |
| Ardon                        | 39015      | 39300       | Lons-le-Saunier | Champagnole                         | CC Champagnole Nozeroy Jura                | 5,04             | 112 (2022)                        | 22                 | modifier les données · modifier les données |
| Aresches                     | 39586      | 39110       | Dole            | Arbois                              | CC Arbois, Poligny, Salins – Cœur du Jura  | 4,76             | 27 (2022)                         | 5,7                | modifier les données · modifier les données |
| Arinthod                     | 39016      | 39240       | Lons-le-Saunier | Moirans-en-Montagne                 | CC Terre d'Émeraude Communauté             | 27,02            | 1 149 (2022)                      | 43                 | modifier les données · modifier les données |
| Arlay                        | 39017      | 39140 39210 | Lons-le-Saunier | Bletterans                          | CC Bresse Haute Seille                     | 20,19            | 1 184 (2022)                      | 59                 | modifier les données · modifier les données |
| Aromas                       | 39018      | 39240       | Lons-le-Saunier | Moirans-en-Montagne                 | CC Terre d'Émeraude Communauté             | 25,80            | 584 (2022)                        | 23                 | modifier les données · modifier les données |
| Arsure-Arsurette             | 39020      | 39250       | Lons-le-Saunier | Saint-Laurent-en-Grandvaux          | CC Champagnole Nozeroy Jura                | 12,56            | 100 (2022)                        | 8,0                | modifier les données · modifier les données |
| Les Arsures                  | 39019      | 39600       | Dole            | Arbois                              | CC Arbois, Poligny, Salins – Cœur du Jura  | 4,44             | 219 (2022)                        | 49                 | modifier les données · modifier les données |
| Asnans-Beauvoisin            | 39022      | 39120       | Dole            | Tavaux                              | CC de la Plaine Jurassienne                | 16,24            | 724 (2022)                        | 45                 | modifier les données · modifier les données |
| Audelange                    | 39024      | 39700       | Dole            | Authume                             | CA Grand Dole                              | 4,64             | 258 (2022)                        | 56                 | modifier les données · modifier les données |
| Augea                        | 39025      | 39190       | Lons-le-Saunier | Saint-Amour                         | CC Porte du Jura                           | 7,52             | 279 (2022)                        | 37                 | modifier les données · modifier les données |
| Augerans                     | 39026      | 39380       | Dole            | Mont-sous-Vaudrey                   | CC du Val d'Amour                          | 8,05             | 186 (2022)                        | 23                 | modifier les données · modifier les données |
| Augisey                      | 39027      | 39270       | Lons-le-Saunier | Saint-Amour                         | CC Porte du Jura                           | 9,29             | 187 (2022)                        | 20                 | modifier les données · modifier les données |
| Aumont                       | 39028      | 39800       | Dole            | Bletterans                          | CC Arbois, Poligny, Salins – Cœur du Jura  | 7,97             | 449 (2022)                        | 56                 | modifier les données · modifier les données |
| Aumur                        | 39029      | 39410       | Dole            | Tavaux                              | CA Grand Dole                              | 9,22             | 389 (2022)                        | 42                 | modifier les données · modifier les données |
| Authume                      | 39030      | 39100       | Dole            | Authume                             | CA Grand Dole                              | 7,52             | 874 (2022)                        | 116                | modifier les données · modifier les données |
| Auxange                      | 39031      | 39700       | Dole            | Authume                             | CA Grand Dole                              | 5,20             | 200 (2022)                        | 38                 | modifier les données · modifier les données |
| Avignon-lès-Saint-Claude     | 39032      | 39200       | Saint-Claude    | Saint-Claude                        | CC Haut-Jura Saint-Claude                  | 7,83             | 359 (2022)                        | 46                 | modifier les données · modifier les données |
| Balaiseaux                   | 39034      | 39120       | Dole            | Tavaux                              | CC de la Plaine Jurassienne                | 6,01             | 300 (2022)                        | 50                 | modifier les données · modifier les données |
| Balanod                      | 39035      | 39160       | Lons-le-Saunier | Saint-Amour                         | CC Porte du Jura                           | 4,93             | 333 (2022)                        | 68                 | modifier les données · modifier les données |
| Bans                         | 39037      | 39380       | Dole            | Mont-sous-Vaudrey                   | CC du Val d'Amour                          | 3,92             | 181 (2022)                        | 46                 | modifier les données · modifier les données |
| Barésia-sur-l'Ain            | 39038      | 39130       | Lons-le-Saunier | Saint-Laurent-en-Grandvaux          | CC Terre d'Émeraude Communauté             | 9,39             | 154 (2022)                        | 16                 | modifier les données · modifier les données |
| La Barre                     | 39039      | 39700       | Dole            | Mont-sous-Vaudrey                   | CC Jura Nord                               | 3,31             | 247 (2022)                        | 75                 | modifier les données · modifier les données |
| Barretaine                   | 39040      | 39800       | Dole            | Bletterans                          | CC Arbois, Poligny, Salins – Cœur du Jura  | 9,23             | 192 (2022)                        | 21                 | modifier les données · modifier les données |
| Baume-les-Messieurs          | 39041      | 39210 39570 | Lons-le-Saunier | Poligny                             | CA Espace communautaire Lons Agglomération | 13,09            | 159 (2022)                        | 12                 | modifier les données · modifier les données |
| Baverans                     | 39042      | 39100       | Dole            | Authume                             | CA Grand Dole                              | 3,41             | 498 (2022)                        | 146                | modifier les données · modifier les données |
| Beaufort-Orbagna             | 39043      | 39190       | Lons-le-Saunier | Saint-Amour                         | CC Porte du Jura                           | 17,22            | 1 466 (2022)                      | 85                 | modifier les données · modifier les données |
| Beffia                       | 39045      | 39270       | Lons-le-Saunier | Moirans-en-Montagne                 | CC Terre d'Émeraude Communauté             | 5,17             | 83 (2022)                         | 16                 | modifier les données · modifier les données |
| Bellecombe                   | 39046      | 39310       | Saint-Claude    | Coteaux du Lizon                    | CC Haut-Jura Saint-Claude                  | 12,17            | 74 (2022)                         | 6,1                | modifier les données · modifier les données |
| Bellefontaine                | 39047      | 39400       | Saint-Claude    | Hauts de Bienne                     | CC Haut-Jura Arcade                        | 24,71            | 494 (2022)                        | 20                 | modifier les données · modifier les données |
| Belmont                      | 39048      | 39380       | Dole            | Mont-sous-Vaudrey                   | CC du Val d'Amour                          | 16,06            | 255 (2022)                        | 16                 | modifier les données · modifier les données |
| Bersaillin                   | 39049      | 39800       | Dole            | Bletterans                          | CC Arbois, Poligny, Salins – Cœur du Jura  | 13,90            | 401 (2022)                        | 29                 | modifier les données · modifier les données |
| Besain                       | 39050      | 39800       | Dole            | Poligny                             | CC Arbois, Poligny, Salins – Cœur du Jura  | 12,84            | 155 (2022)                        | 12                 | modifier les données · modifier les données |
| Biarne                       | 39051      | 39290       | Dole            | Authume                             | CA Grand Dole                              | 6,21             | 436 (2022)                        | 70                 | modifier les données · modifier les données |
| Bief-des-Maisons             | 39052      | 39150       | Lons-le-Saunier | Saint-Laurent-en-Grandvaux          | CC Champagnole Nozeroy Jura                | 5,79             | 74 (2022)                         | 13                 | modifier les données · modifier les données |
| Bief-du-Fourg                | 39053      | 39250       | Lons-le-Saunier | Saint-Laurent-en-Grandvaux          | CC Champagnole Nozeroy Jura                | 10,20            | 217 (2022)                        | 21                 | modifier les données · modifier les données |
| Biefmorin                    | 39054      | 39800       | Dole            | Bletterans                          | CC Arbois, Poligny, Salins – Cœur du Jura  | 11,25            | 91 (2022)                         | 8,1                | modifier les données · modifier les données |
| Billecul                     | 39055      | 39250       | Lons-le-Saunier | Saint-Laurent-en-Grandvaux          | CC Champagnole Nozeroy Jura                | 4,41             | 56 (2022)                         | 13                 | modifier les données · modifier les données |
| Bletterans                   | 39056      | 39140       | Lons-le-Saunier | Bletterans                          | CC Bresse Haute Seille                     | 7,97             | 1 530 (2022)                      | 192                | modifier les données · modifier les données |
| Blois-sur-Seille             | 39057      | 39210       | Lons-le-Saunier | Poligny                             | CC Bresse Haute Seille                     | 5,40             | 101 (2022)                        | 19                 | modifier les données · modifier les données |
| Blye                         | 39058      | 39130       | Lons-le-Saunier | Poligny                             | CC Terre d'Émeraude Communauté             | 10,76            | 154 (2022)                        | 14                 | modifier les données · modifier les données |
| Bois-d'Amont                 | 39059      | 39220       | Saint-Claude    | Hauts de Bienne                     | CC de la Station des Rousses-Haut-Jura     | 12,06            | 1 695 (2022)                      | 141                | modifier les données · modifier les données |
| Bois-de-Gand                 | 39060      | 39230       | Lons-le-Saunier | Bletterans                          | CC Bresse Haute Seille                     | 3,25             | 60 (2022)                         | 18                 | modifier les données · modifier les données |
| Boissia                      | 39061      | 39130       | Lons-le-Saunier | Saint-Laurent-en-Grandvaux          | CC Terre d'Émeraude Communauté             | 5,67             | 114 (2022)                        | 20                 | modifier les données · modifier les données |
| La Boissière                 | 39062      | 39240       | Lons-le-Saunier | Moirans-en-Montagne                 | CC Terre d'Émeraude Communauté             | 5,36             | 64 (2022)                         | 12                 | modifier les données · modifier les données |
| Bonlieu                      | 39063      | 39130       | Lons-le-Saunier | Saint-Laurent-en-Grandvaux          | CC Terre d'Émeraude Communauté             | 13,05            | 218 (2022)                        | 17                 | modifier les données · modifier les données |
| Bonnefontaine                | 39065      | 39800       | Lons-le-Saunier | Poligny                             | CC Bresse Haute Seille                     | 8,80             | 110 (2022)                        | 13                 | modifier les données · modifier les données |
| Bornay                       | 39066      | 39570       | Lons-le-Saunier | Lons-le-Saunier-2                   | CA Espace communautaire Lons Agglomération | 6,76             | 182 (2022)                        | 27                 | modifier les données · modifier les données |
| Les Bouchoux                 | 39068      | 39370       | Saint-Claude    | Coteaux du Lizon                    | CC Haut-Jura Saint-Claude                  | 21,71            | 313 (2022)                        | 14                 | modifier les données · modifier les données |
| Bourg-de-Sirod               | 39070      | 39300       | Lons-le-Saunier | Champagnole                         | CC Champagnole Nozeroy Jura                | 4,42             | 89 (2022)                         | 20                 | modifier les données · modifier les données |
| Bracon                       | 39072      | 39110       | Dole            | Arbois                              | CC Arbois, Poligny, Salins – Cœur du Jura  | 6,29             | 355 (2022)                        | 56                 | modifier les données · modifier les données |
| Brainans                     | 39073      | 39800       | Dole            | Bletterans                          | CC Arbois, Poligny, Salins – Cœur du Jura  | 7,07             | 191 (2022)                        | 27                 | modifier les données · modifier les données |
| Brans                        | 39074      | 39290       | Dole            | Authume                             | CC Jura Nord                               | 8,77             | 199 (2022)                        | 23                 | modifier les données · modifier les données |
| La Bretenière                | 39076      | 39700       | Dole            | Mont-sous-Vaudrey                   | CC Jura Nord                               | 1,63             | 215 (2022)                        | 132                | modifier les données · modifier les données |
| Bretenières                  | 39077      | 39120       | Dole            | Tavaux                              | CC de la Plaine Jurassienne                | 4,11             | 44 (2022)                         | 11                 | modifier les données · modifier les données |
| Brevans                      | 39078      | 39100       | Dole            | Authume                             | CA Grand Dole                              | 3,63             | 683 (2022)                        | 188                | modifier les données · modifier les données |
| Briod                        | 39079      | 39570       | Lons-le-Saunier | Poligny                             | CA Espace communautaire Lons Agglomération | 4,04             | 211 (2022)                        | 52                 | modifier les données · modifier les données |
| Broissia                     | 39080      | 39320       | Lons-le-Saunier | Saint-Amour                         | CC Terre d'Émeraude Communauté             | 2,97             | 57 (2022)                         | 19                 | modifier les données · modifier les données |
| Buvilly                      | 39081      | 39800       | Dole            | Poligny                             | CC Arbois, Poligny, Salins – Cœur du Jura  | 6,00             | 388 (2022)                        | 65                 | modifier les données · modifier les données |
| Censeau                      | 39083      | 39250       | Lons-le-Saunier | Saint-Laurent-en-Grandvaux          | CC Champagnole Nozeroy Jura                | 9,86             | 332 (2022)                        | 34                 | modifier les données · modifier les données |
| Cernans                      | 39084      | 39110       | Dole            | Arbois                              | CC Arbois, Poligny, Salins – Cœur du Jura  | 5,51             | 142 (2022)                        | 26                 | modifier les données · modifier les données |
| Cerniébaud                   | 39085      | 39250       | Lons-le-Saunier | Saint-Laurent-en-Grandvaux          | CC Champagnole Nozeroy Jura                | 10,53            | 90 (2022)                         | 8,5                | modifier les données · modifier les données |
| Cernon                       | 39086      | 39240       | Lons-le-Saunier | Moirans-en-Montagne                 | CC Terre d'Émeraude Communauté             | 16,45            | 234 (2022)                        | 14                 | modifier les données · modifier les données |
| Cesancey                     | 39088      | 39570       | Lons-le-Saunier | Saint-Amour                         | CA Espace communautaire Lons Agglomération | 5,12             | 389 (2022)                        | 76                 | modifier les données · modifier les données |
| La Chailleuse                | 39021      | 39270 39570 | Lons-le-Saunier | Saint-Amour                         | CC Terre d'Émeraude Communauté             | 24,53            | 590 (2022)                        | 24                 | modifier les données · modifier les données |
| Chaînée-des-Coupis           | 39090      | 39120       | Dole            | Tavaux                              | CC de la Plaine Jurassienne                | 5,04             | 185 (2022)                        | 37                 | modifier les données · modifier les données |
| Les Chalesmes                | 39091      | 39150       | Lons-le-Saunier | Saint-Laurent-en-Grandvaux          | CC Champagnole Nozeroy Jura                | 9,47             | 83 (2022)                         | 8,8                | modifier les données · modifier les données |
| Chambéria                    | 39092      | 39270       | Lons-le-Saunier | Moirans-en-Montagne                 | CC Terre d'Émeraude Communauté             | 14,67            | 195 (2022)                        | 13                 | modifier les données · modifier les données |
| Chamblay                     | 39093      | 39380       | Dole            | Mont-sous-Vaudrey                   | CC du Val d'Amour                          | 13,82            | 423 (2022)                        | 31                 | modifier les données · modifier les données |
| Chamole                      | 39094      | 39800       | Dole            | Poligny                             | CC Arbois, Poligny, Salins – Cœur du Jura  | 5,78             | 160 (2022)                        | 28                 | modifier les données · modifier les données |
| Champagne-sur-Loue           | 39095      | 39600       | Dole            | Mont-sous-Vaudrey                   | CC du Val d'Amour                          | 3,77             | 121 (2022)                        | 32                 | modifier les données · modifier les données |
| Champagney                   | 39096      | 39290       | Dole            | Authume                             | CA Grand Dole                              | 15,58            | 460 (2022)                        | 30                 | modifier les données · modifier les données |
| Champagnole                  | 39097      | 39300       | Lons-le-Saunier | Champagnole                         | CC Champagnole Nozeroy Jura                | 20,18            | 8 035 (2022)                      | 398                | modifier les données · modifier les données |
| Champdivers                  | 39099      | 39500       | Dole            | Tavaux                              | CA Grand Dole                              | 7,45             | 445 (2022)                        | 60                 | modifier les données · modifier les données |
| Champrougier                 | 39100      | 39230       | Lons-le-Saunier | Bletterans                          | CC Bresse Haute Seille                     | 8,73             | 98 (2022)                         | 11                 | modifier les données · modifier les données |
| Champvans                    | 39101      | 39100       | Dole            | Dole-1                              | CA Grand Dole                              | 14,22            | 1 460 (2022)                      | 103                | modifier les données · modifier les données |
| Chancia                      | 39102      | 01590       | Saint-Claude    | Moirans-en-Montagne                 | CC Terre d'Émeraude Communauté             | 2,41             | 217 (2022)                        | 90                 | modifier les données · modifier les données |
| La Chapelle-sur-Furieuse     | 39103      | 39110       | Dole            | Arbois                              | CC Arbois, Poligny, Salins – Cœur du Jura  | 9,03             | 299 (2022)                        | 33                 | modifier les données · modifier les données |
| Chapelle-Voland              | 39104      | 39140       | Lons-le-Saunier | Bletterans                          | CC Bresse Haute Seille                     | 30,50            | 626 (2022)                        | 21                 | modifier les données · modifier les données |
| Chapois                      | 39105      | 39300       | Lons-le-Saunier | Champagnole                         | CC Champagnole Nozeroy Jura                | 10,07            | 216 (2022)                        | 21                 | modifier les données · modifier les données |
| Charchilla                   | 39106      | 39260       | Saint-Claude    | Moirans-en-Montagne                 | CC Terre d'Émeraude Communauté             | 6,84             | 287 (2022)                        | 42                 | modifier les données · modifier les données |
| Charcier                     | 39107      | 39130       | Lons-le-Saunier | Saint-Laurent-en-Grandvaux          | CC Terre d'Émeraude Communauté             | 12,91            | 142 (2022)                        | 11                 | modifier les données · modifier les données |
| Charency                     | 39108      | 39250       | Lons-le-Saunier | Saint-Laurent-en-Grandvaux          | CC Champagnole Nozeroy Jura                | 2,73             | 56 (2022)                         | 21                 | modifier les données · modifier les données |
| Charézier                    | 39109      | 39130       | Lons-le-Saunier | Saint-Laurent-en-Grandvaux          | CC Terre d'Émeraude Communauté             | 9,26             | 169 (2022)                        | 18                 | modifier les données · modifier les données |
| La Charme                    | 39110      | 39230       | Lons-le-Saunier | Bletterans                          | CC Bresse Haute Seille                     | 3,71             | 65 (2022)                         | 18                 | modifier les données · modifier les données |
| Charnod                      | 39111      | 39240       | Lons-le-Saunier | Moirans-en-Montagne                 | CC Terre d'Émeraude Communauté             | 5,17             | 37 (2022)                         | 7,2                | modifier les données · modifier les données |
| La Chassagne                 | 39112      | 39230       | Lons-le-Saunier | Bletterans                          | CC Bresse Haute Seille                     | 5,67             | 103 (2022)                        | 18                 | modifier les données · modifier les données |
| Chassal-Molinges             | 39339      | 39360       | Saint-Claude    | Coteaux du Lizon                    | CC Haut-Jura Saint-Claude                  | 7,76             | 1 120 (2022)                      | 144                | modifier les données · modifier les données |
| Château-Chalon               | 39114      | 39210       | Lons-le-Saunier | Poligny                             | CC Bresse Haute Seille                     | 10,17            | 146 (2022)                        | 14                 | modifier les données · modifier les données |
| Châtel-de-Joux               | 39118      | 39130       | Saint-Claude    | Moirans-en-Montagne                 | CC Terre d'Émeraude Communauté             | 14,13            | 49 (2022)                         | 3,5                | modifier les données · modifier les données |
| La Châtelaine                | 39116      | 39600       | Dole            | Arbois                              | CC Arbois, Poligny, Salins – Cœur du Jura  | 13,17            | 153 (2022)                        | 12                 | modifier les données · modifier les données |
| Chatelay                     | 39117      | 39380       | Dole            | Mont-sous-Vaudrey                   | CC du Val d'Amour                          | 13,07            | 100 (2022)                        | 7,7                | modifier les données · modifier les données |
| Le Chateley                  | 39119      | 39230       | Dole            | Bletterans                          | CC Arbois, Poligny, Salins – Cœur du Jura  | 4,67             | 85 (2022)                         | 18                 | modifier les données · modifier les données |
| Châtelneuf                   | 39120      | 39300       | Lons-le-Saunier | Champagnole                         | CC Champagnole Nozeroy Jura                | 13,00            | 122 (2022)                        | 9,4                | modifier les données · modifier les données |
| Châtenois                    | 39121      | 39700       | Dole            | Authume                             | CA Grand Dole                              | 8,03             | 412 (2022)                        | 51                 | modifier les données · modifier les données |
| Châtillon                    | 39122      | 39130       | Lons-le-Saunier | Poligny                             | CC Terre d'Émeraude Communauté             | 16,77            | 123 (2022)                        | 7,3                | modifier les données · modifier les données |
| Chaumergy                    | 39124      | 39230       | Lons-le-Saunier | Bletterans                          | CC Bresse Haute Seille                     | 6,14             | 505 (2022)                        | 82                 | modifier les données · modifier les données |
| La Chaumusse                 | 39126      | 39150       | Saint-Claude    | Saint-Laurent-en-Grandvaux          | CC la Grandvallière                        | 10,62            | 391 (2022)                        | 37                 | modifier les données · modifier les données |
| Chaussenans                  | 39127      | 39800       | Dole            | Poligny                             | CC Arbois, Poligny, Salins – Cœur du Jura  | 4,40             | 107 (2022)                        | 24                 | modifier les données · modifier les données |
| Chaussin                     | 39128      | 39120       | Dole            | Tavaux                              | CC de la Plaine Jurassienne                | 16,82            | 1 576 (2022)                      | 94                 | modifier les données · modifier les données |
| Chaux-Champagny              | 39133      | 39110       | Dole            | Arbois                              | CC Arbois, Poligny, Salins – Cœur du Jura  | 7,33             | 73 (2022)                         | 10,0               | modifier les données · modifier les données |
| Chaux-des-Crotenay           | 39129      | 39150       | Lons-le-Saunier | Saint-Laurent-en-Grandvaux          | CC Champagnole Nozeroy Jura                | 11,67            | 401 (2022)                        | 34                 | modifier les données · modifier les données |
| La Chaux-du-Dombief          | 39131      | 39150       | Saint-Claude    | Saint-Laurent-en-Grandvaux          | CC la Grandvallière                        | 21,65            | 568 (2022)                        | 26                 | modifier les données · modifier les données |
| La Chaux-en-Bresse           | 39132      | 39230       | Lons-le-Saunier | Bletterans                          | CC Bresse Haute Seille                     | 2,05             | 32 (2022)                         | 16                 | modifier les données · modifier les données |
| Chavéria                     | 39134      | 39270       | Lons-le-Saunier | Moirans-en-Montagne                 | CC Terre d'Émeraude Communauté             | 10,22            | 209 (2022)                        | 20                 | modifier les données · modifier les données |
| Chemenot                     | 39136      | 39230       | Lons-le-Saunier | Bletterans                          | CC Bresse Haute Seille                     | 4,74             | 33 (2022)                         | 7,0                | modifier les données · modifier les données |
| Chemin                       | 39138      | 39120       | Dole            | Tavaux                              | CC de la Plaine Jurassienne                | 9,14             | 317 (2022)                        | 35                 | modifier les données · modifier les données |
| Chêne-Bernard                | 39139      | 39120       | Dole            | Tavaux                              | CC de la Plaine Jurassienne                | 3,61             | 80 (2022)                         | 22                 | modifier les données · modifier les données |
| Chêne-Sec                    | 39140      | 39230       | Lons-le-Saunier | Bletterans                          | CC Bresse Haute Seille                     | 0,76             | 39 (2022)                         | 51                 | modifier les données · modifier les données |
| Chevigny                     | 39141      | 39290       | Dole            | Authume                             | CA Grand Dole                              | 7,67             | 268 (2022)                        | 35                 | modifier les données · modifier les données |
| Chevreaux                    | 39142      | 39190       | Lons-le-Saunier | Saint-Amour                         | CC Porte du Jura                           | 6,12             | 126 (2022)                        | 21                 | modifier les données · modifier les données |
| Chevrotaine                  | 39143      | 39130       | Lons-le-Saunier | Saint-Laurent-en-Grandvaux          | CC Terre d'Émeraude Communauté             | 5,33             | 33 (2022)                         | 6,2                | modifier les données · modifier les données |
| Chille                       | 39145      | 39570       | Lons-le-Saunier | Lons-le-Saunier-1                   | CA Espace communautaire Lons Agglomération | 1,96             | 295 (2022)                        | 151                | modifier les données · modifier les données |
| Chilly-le-Vignoble           | 39146      | 39570       | Lons-le-Saunier | Lons-le-Saunier-2                   | CA Espace communautaire Lons Agglomération | 3,07             | 598 (2022)                        | 195                | modifier les données · modifier les données |
| Chilly-sur-Salins            | 39147      | 39110       | Dole            | Arbois                              | CC Arbois, Poligny, Salins – Cœur du Jura  | 11,94            | 95 (2022)                         | 8,0                | modifier les données · modifier les données |
| Chissey-sur-Loue             | 39149      | 39380       | Dole            | Mont-sous-Vaudrey                   | CC du Val d'Amour                          | 38,56            | 322 (2022)                        | 8,4                | modifier les données · modifier les données |
| Choisey                      | 39150      | 39100       | Dole            | Dole-2                              | CA Grand Dole                              | 7,64             | 1 002 (2022)                      | 131                | modifier les données · modifier les données |
| Choux                        | 39151      | 39370       | Saint-Claude    | Coteaux du Lizon                    | CC Haut-Jura Saint-Claude                  | 8,27             | 136 (2022)                        | 16                 | modifier les données · modifier les données |
| Cize                         | 39153      | 39300       | Lons-le-Saunier | Champagnole                         | CC Champagnole Nozeroy Jura                | 4,19             | 801 (2022)                        | 191                | modifier les données · modifier les données |
| Clairvaux-les-Lacs           | 39154      | 39130       | Lons-le-Saunier | Saint-Laurent-en-Grandvaux          | CC Terre d'Émeraude Communauté             | 12,29            | 1 428 (2022)                      | 116                | modifier les données · modifier les données |
| Clucy                        | 39155      | 39110       | Dole            | Arbois                              | CC Arbois, Poligny, Salins – Cœur du Jura  | 5,13             | 70 (2022)                         | 14                 | modifier les données · modifier les données |
| Cogna                        | 39156      | 39130       | Lons-le-Saunier | Saint-Laurent-en-Grandvaux          | CC Terre d'Émeraude Communauté             | 6,60             | 235 (2022)                        | 36                 | modifier les données · modifier les données |
| Coiserette                   | 39157      | 39200       | Saint-Claude    | Coteaux du Lizon                    | CC Haut-Jura Saint-Claude                  | 5,91             | 46 (2022)                         | 7,8                | modifier les données · modifier les données |
| Colonne                      | 39159      | 39800       | Dole            | Bletterans                          | CC Arbois, Poligny, Salins – Cœur du Jura  | 11,13            | 258 (2022)                        | 23                 | modifier les données · modifier les données |
| Commenailles                 | 39160      | 39140       | Lons-le-Saunier | Bletterans                          | CC Bresse Haute Seille                     | 21,52            | 900 (2022)                        | 42                 | modifier les données · modifier les données |
| Condamine                    | 39162      | 39570       | Lons-le-Saunier | Lons-le-Saunier-1                   | CA Espace communautaire Lons Agglomération | 3,65             | 246 (2022)                        | 67                 | modifier les données · modifier les données |
| Condes                       | 39163      | 39240       | Lons-le-Saunier | Moirans-en-Montagne                 | CC Terre d'Émeraude Communauté             | 2,05             | 117 (2022)                        | 57                 | modifier les données · modifier les données |
| Conliège                     | 39164      | 39570       | Lons-le-Saunier | Poligny                             | CA Espace communautaire Lons Agglomération | 6,05             | 662 (2022)                        | 109                | modifier les données · modifier les données |
| Conte                        | 39165      | 39300       | Lons-le-Saunier | Saint-Laurent-en-Grandvaux          | CC Champagnole Nozeroy Jura                | 3,32             | 58 (2022)                         | 17                 | modifier les données · modifier les données |
| Cornod                       | 39166      | 39240       | Lons-le-Saunier | Moirans-en-Montagne                 | CC Terre d'Émeraude Communauté             | 13,99            | 215 (2022)                        | 15                 | modifier les données · modifier les données |
| Cosges                       | 39167      | 39140       | Lons-le-Saunier | Bletterans                          | CC Bresse Haute Seille                     | 13,49            | 356 (2022)                        | 26                 | modifier les données · modifier les données |
| Coteaux du Lizon             | 39491      | 39170       | Saint-Claude    | Coteaux du Lizon                    | CC Haut-Jura Saint-Claude                  | 15,49            | 2 146 (2022)                      | 139                | modifier les données · modifier les données |
| Courbette                    | 39168      | 39570       | Lons-le-Saunier | Moirans-en-Montagne                 | CC Terre d'Émeraude Communauté             | 2,65             | 46 (2022)                         | 17                 | modifier les données · modifier les données |
| Courbouzon                   | 39169      | 39570       | Lons-le-Saunier | Lons-le-Saunier-2                   | CA Espace communautaire Lons Agglomération | 3,35             | 584 (2022)                        | 174                | modifier les données · modifier les données |
| Courlans                     | 39170      | 39570       | Lons-le-Saunier | Lons-le-Saunier-1                   | CA Espace communautaire Lons Agglomération | 6,16             | 922 (2022)                        | 150                | modifier les données · modifier les données |
| Courlaoux                    | 39171      | 39570       | Lons-le-Saunier | Lons-le-Saunier-1                   | CA Espace communautaire Lons Agglomération | 12,42            | 1 179 (2022)                      | 95                 | modifier les données · modifier les données |
| Courtefontaine               | 39172      | 39700       | Dole            | Mont-sous-Vaudrey                   | CC Jura Nord                               | 13,64            | 260 (2022)                        | 19                 | modifier les données · modifier les données |
| Cousance                     | 39173      | 39190       | Lons-le-Saunier | Saint-Amour                         | CC Porte du Jura                           | 6,39             | 1 290 (2022)                      | 202                | modifier les données · modifier les données |
| Coyrière                     | 39174      | 39200       | Saint-Claude    | Coteaux du Lizon                    | CC Haut-Jura Saint-Claude                  | 4,11             | 66 (2022)                         | 16                 | modifier les données · modifier les données |
| Coyron                       | 39175      | 39260       | Saint-Claude    | Moirans-en-Montagne                 | CC Terre d'Émeraude Communauté             | 5,53             | 69 (2022)                         | 12                 | modifier les données · modifier les données |
| Cramans                      | 39176      | 39600       | Dole            | Mont-sous-Vaudrey                   | CC du Val d'Amour                          | 8,13             | 517 (2022)                        | 64                 | modifier les données · modifier les données |
| Crans                        | 39178      | 39300       | Lons-le-Saunier | Saint-Laurent-en-Grandvaux          | CC Champagnole Nozeroy Jura                | 9,03             | 86 (2022)                         | 9,5                | modifier les données · modifier les données |
| Crenans                      | 39179      | 39260       | Saint-Claude    | Moirans-en-Montagne                 | CC Terre d'Émeraude Communauté             | 8,82             | 231 (2022)                        | 26                 | modifier les données · modifier les données |
| Cressia                      | 39180      | 39270       | Lons-le-Saunier | Saint-Amour                         | CC Terre d'Émeraude Communauté             | 14,99            | 250 (2022)                        | 17                 | modifier les données · modifier les données |
| Crissey                      | 39182      | 39100       | Dole            | Dole-2                              | CA Grand Dole                              | 4,81             | 685 (2022)                        | 142                | modifier les données · modifier les données |
| Crotenay                     | 39183      | 39300       | Lons-le-Saunier | Champagnole                         | CC Champagnole Nozeroy Jura                | 11,61            | 619 (2022)                        | 53                 | modifier les données · modifier les données |
| Les Crozets                  | 39184      | 39260       | Saint-Claude    | Moirans-en-Montagne                 | CC Terre d'Émeraude Communauté             | 7,59             | 193 (2022)                        | 25                 | modifier les données · modifier les données |
| Cuisia                       | 39185      | 39190       | Lons-le-Saunier | Saint-Amour                         | CC Porte du Jura                           | 10,16            | 388 (2022)                        | 38                 | modifier les données · modifier les données |
| Cuvier                       | 39187      | 39250       | Lons-le-Saunier | Saint-Laurent-en-Grandvaux          | CC Champagnole Nozeroy Jura                | 10,32            | 274 (2022)                        | 27                 | modifier les données · modifier les données |
| Dammartin-Marpain            | 39188      | 39290       | Dole            | Authume                             | CC Jura Nord                               | 11,32            | 343 (2022)                        | 30                 | modifier les données · modifier les données |
| Damparis                     | 39189      | 39500       | Dole            | Dole-2                              | CA Grand Dole                              | 8,85             | 2 590 (2022)                      | 293                | modifier les données · modifier les données |
| Dampierre                    | 39190      | 39350 39700 | Dole            | Mont-sous-Vaudrey                   | CC Jura Nord                               | 9,48             | 1 316 (2022)                      | 139                | modifier les données · modifier les données |
| Darbonnay                    | 39191      | 39230       | Dole            | Bletterans                          | CC Arbois, Poligny, Salins – Cœur du Jura  | 4,39             | 81 (2022)                         | 18                 | modifier les données · modifier les données |
| Denezières                   | 39192      | 39130       | Lons-le-Saunier | Saint-Laurent-en-Grandvaux          | CC Terre d'Émeraude Communauté             | 6,41             | 73 (2022)                         | 11                 | modifier les données · modifier les données |
| Le Deschaux                  | 39193      | 39120       | Dole            | Tavaux                              | CA Grand Dole                              | 8,56             | 1 030 (2022)                      | 120                | modifier les données · modifier les données |
| Desnes                       | 39194      | 39140       | Lons-le-Saunier | Bletterans                          | CC Bresse Haute Seille                     | 9,06             | 490 (2022)                        | 54                 | modifier les données · modifier les données |
| Les Deux-Fays                | 39196      | 39230       | Lons-le-Saunier | Bletterans                          | CC Bresse Haute Seille                     | 6,77             | 121 (2022)                        | 18                 | modifier les données · modifier les données |
| Digna                        | 39197      | 39190       | Lons-le-Saunier | Saint-Amour                         | CC Porte du Jura                           | 3,38             | 368 (2022)                        | 109                | modifier les données · modifier les données |
| Dole                         | 39198      | 39100       | Dole            | Dole-1 Dole-2                       | CA Grand Dole                              | 38,37            | 23 784 (2022)                     | 620                | modifier les données · modifier les données |
| Domblans                     | 39199      | 39210 39230 | Lons-le-Saunier | Poligny                             | CC Bresse Haute Seille                     | 14,86            | 1 195 (2022)                      | 80                 | modifier les données · modifier les données |
| Dompierre-sur-Mont           | 39200      | 39270       | Lons-le-Saunier | Moirans-en-Montagne                 | CC Terre d'Émeraude Communauté             | 7,37             | 210 (2022)                        | 28                 | modifier les données · modifier les données |
| Doucier                      | 39201      | 39130       | Lons-le-Saunier | Saint-Laurent-en-Grandvaux          | CC Terre d'Émeraude Communauté             | 12,52            | 281 (2022)                        | 22                 | modifier les données · modifier les données |
| Dournon                      | 39202      | 39110       | Dole            | Arbois                              | CC Arbois, Poligny, Salins – Cœur du Jura  | 6,55             | 140 (2022)                        | 21                 | modifier les données · modifier les données |
| Doye                         | 39203      | 39250       | Lons-le-Saunier | Saint-Laurent-en-Grandvaux          | CC Champagnole Nozeroy Jura                | 3,56             | 108 (2022)                        | 30                 | modifier les données · modifier les données |
| Dramelay                     | 39204      | 39240       | Lons-le-Saunier | Moirans-en-Montagne                 | CC Terre d'Émeraude Communauté             | 6,53             | 27 (2022)                         | 4,1                | modifier les données · modifier les données |
| Éclans-Nenon                 | 39205      | 39700       | Dole            | Authume                             | CA Grand Dole                              | 25,83            | 373 (2022)                        | 14                 | modifier les données · modifier les données |
| Écleux                       | 39206      | 39600       | Dole            | Mont-sous-Vaudrey                   | CC du Val d'Amour                          | 6,20             | 217 (2022)                        | 35                 | modifier les données · modifier les données |
| Écrille                      | 39207      | 39270       | Lons-le-Saunier | Moirans-en-Montagne                 | CC Terre d'Émeraude Communauté             | 5,25             | 89 (2022)                         | 17                 | modifier les données · modifier les données |
| Entre-deux-Monts             | 39208      | 39150       | Lons-le-Saunier | Saint-Laurent-en-Grandvaux          | CC Champagnole Nozeroy Jura                | 5,36             | 165 (2022)                        | 31                 | modifier les données · modifier les données |
| Équevillon                   | 39210      | 39300       | Lons-le-Saunier | Champagnole                         | CC Champagnole Nozeroy Jura                | 4,84             | 568 (2022)                        | 117                | modifier les données · modifier les données |
| Les Essards-Taignevaux       | 39211      | 39120       | Dole            | Tavaux                              | CC de la Plaine Jurassienne                | 5,40             | 247 (2022)                        | 46                 | modifier les données · modifier les données |
| Esserval-Tartre              | 39214      | 39250       | Lons-le-Saunier | Saint-Laurent-en-Grandvaux          | CC Champagnole Nozeroy Jura                | 12,19            | 132 (2022)                        | 11                 | modifier les données · modifier les données |
| Étival                       | 39216      | 39130       | Saint-Claude    | Moirans-en-Montagne                 | CC Terre d'Émeraude Communauté             | 13,83            | 310 (2022)                        | 22                 | modifier les données · modifier les données |
| L'Étoile                     | 39217      | 39570       | Lons-le-Saunier | Lons-le-Saunier-1                   | CA Espace communautaire Lons Agglomération | 6,13             | 573 (2022)                        | 93                 | modifier les données · modifier les données |
| Étrepigney                   | 39218      | 39700       | Dole            | Mont-sous-Vaudrey                   | CC Jura Nord                               | 15,60            | 432 (2022)                        | 28                 | modifier les données · modifier les données |
| Évans                        | 39219      | 39700       | Dole            | Mont-sous-Vaudrey                   | CC Jura Nord                               | 9,87             | 658 (2022)                        | 67                 | modifier les données · modifier les données |
| Falletans                    | 39220      | 39700       | Dole            | Authume                             | CA Grand Dole                              | 24,35            | 399 (2022)                        | 16                 | modifier les données · modifier les données |
| La Favière                   | 39221      | 39250       | Lons-le-Saunier | Saint-Laurent-en-Grandvaux          | CC Champagnole Nozeroy Jura                | 2,78             | 32 (2022)                         | 12                 | modifier les données · modifier les données |
| Fay-en-Montagne              | 39222      | 39800       | Dole            | Poligny                             | CC Arbois, Poligny, Salins – Cœur du Jura  | 6,26             | 87 (2022)                         | 14                 | modifier les données · modifier les données |
| La Ferté                     | 39223      | 39600       | Dole            | Arbois                              | CC Arbois, Poligny, Salins – Cœur du Jura  | 11,75            | 187 (2022)                        | 16                 | modifier les données · modifier les données |
| Le Fied                      | 39225      | 39800       | Dole            | Poligny                             | CC Arbois, Poligny, Salins – Cœur du Jura  | 8,39             | 189 (2022)                        | 23                 | modifier les données · modifier les données |
| Foncine-le-Bas               | 39227      | 39520       | Lons-le-Saunier | Saint-Laurent-en-Grandvaux          | CC Champagnole Nozeroy Jura                | 9,29             | 203 (2022)                        | 22                 | modifier les données · modifier les données |
| Foncine-le-Haut              | 39228      | 39460       | Lons-le-Saunier | Saint-Laurent-en-Grandvaux          | CC Champagnole Nozeroy Jura                | 28,95            | 1 107 (2022)                      | 38                 | modifier les données · modifier les données |
| Fontainebrux                 | 39229      | 39140       | Lons-le-Saunier | Bletterans                          | CC Bresse Haute Seille                     | 6,75             | 206 (2022)                        | 31                 | modifier les données · modifier les données |
| Fontenu                      | 39230      | 39130       | Lons-le-Saunier | Saint-Laurent-en-Grandvaux          | CC Terre d'Émeraude Communauté             | 6,71             | 73 (2022)                         | 11                 | modifier les données · modifier les données |
| Fort-du-Plasne               | 39232      | 39150       | Saint-Claude    | Saint-Laurent-en-Grandvaux          | CC la Grandvallière                        | 12,92            | 478 (2022)                        | 37                 | modifier les données · modifier les données |
| Foucherans                   | 39233      | 39100       | Dole            | Dole-1                              | CA Grand Dole                              | 7,70             | 2 286 (2022)                      | 297                | modifier les données · modifier les données |
| Foulenay                     | 39234      | 39230       | Lons-le-Saunier | Bletterans                          | CC Bresse Haute Seille                     | 4,16             | 83 (2022)                         | 20                 | modifier les données · modifier les données |
| Fraisans                     | 39235      | 39700       | Dole            | Mont-sous-Vaudrey                   | CC Jura Nord                               | 16,90            | 1 170 (2022)                      | 69                 | modifier les données · modifier les données |
| Francheville                 | 39236      | 39230       | Lons-le-Saunier | Bletterans                          | CC Bresse Haute Seille                     | 1,46             | 40 (2022)                         | 27                 | modifier les données · modifier les données |
| Fraroz                       | 39237      | 39250       | Lons-le-Saunier | Saint-Laurent-en-Grandvaux          | CC Champagnole Nozeroy Jura                | 6,22             | 59 (2022)                         | 9,5                | modifier les données · modifier les données |
| Frasne-les-Meulières         | 39238      | 39290       | Dole            | Authume                             | CA Grand Dole                              | 4,88             | 106 (2022)                        | 22                 | modifier les données · modifier les données |
| La Frasnée                   | 39239      | 39130       | Lons-le-Saunier | Saint-Laurent-en-Grandvaux          | CC Terre d'Émeraude Communauté             | 3,19             | 40 (2022)                         | 13                 | modifier les données · modifier les données |
| Le Frasnois                  | 39240      | 39130       | Lons-le-Saunier | Saint-Laurent-en-Grandvaux          | CC Champagnole Nozeroy Jura                | 14,56            | 171 (2022)                        | 12                 | modifier les données · modifier les données |
| Frébuans                     | 39241      | 39570       | Lons-le-Saunier | Lons-le-Saunier-2                   | CA Espace communautaire Lons Agglomération | 2,65             | 388 (2022)                        | 146                | modifier les données · modifier les données |
| Frontenay                    | 39244      | 39210       | Lons-le-Saunier | Poligny                             | CC Bresse Haute Seille                     | 8,13             | 161 (2022)                        | 20                 | modifier les données · modifier les données |
| Gatey                        | 39245      | 39120       | Dole            | Tavaux                              | CC de la Plaine Jurassienne                | 14,84            | 364 (2022)                        | 25                 | modifier les données · modifier les données |
| Gendrey                      | 39246      | 39350       | Dole            | Authume                             | CC Jura Nord                               | 13,90            | 438 (2022)                        | 32                 | modifier les données · modifier les données |
| Genod                        | 39247      | 39240       | Lons-le-Saunier | Moirans-en-Montagne                 | CC Terre d'Émeraude Communauté             | 3,14             | 73 (2022)                         | 23                 | modifier les données · modifier les données |
| Geraise                      | 39248      | 39110       | Dole            | Arbois                              | CC Arbois, Poligny, Salins – Cœur du Jura  | 6,04             | 43 (2022)                         | 7,1                | modifier les données · modifier les données |
| Germigney                    | 39249      | 39380       | Dole            | Mont-sous-Vaudrey                   | CC du Val d'Amour                          | 5,44             | 77 (2022)                         | 14                 | modifier les données · modifier les données |
| Geruge                       | 39250      | 39570       | Lons-le-Saunier | Lons-le-Saunier-2                   | CA Espace communautaire Lons Agglomération | 4,36             | 189 (2022)                        | 43                 | modifier les données · modifier les données |
| Gevingey                     | 39251      | 39570       | Lons-le-Saunier | Lons-le-Saunier-2                   | CA Espace communautaire Lons Agglomération | 5,90             | 441 (2022)                        | 75                 | modifier les données · modifier les données |
| Gevry                        | 39252      | 39100       | Dole            | Dole-2                              | CA Grand Dole                              | 5,31             | 732 (2022)                        | 138                | modifier les données · modifier les données |
| Gigny                        | 39253      | 39320       | Lons-le-Saunier | Saint-Amour                         | CC Terre d'Émeraude Communauté             | 16,04            | 267 (2022)                        | 17                 | modifier les données · modifier les données |
| Gillois                      | 39254      | 39250       | Lons-le-Saunier | Saint-Laurent-en-Grandvaux          | CC Champagnole Nozeroy Jura                | 9,65             | 128 (2022)                        | 13                 | modifier les données · modifier les données |
| Gizia                        | 39255      | 39190       | Lons-le-Saunier | Saint-Amour                         | CC Porte du Jura                           | 7,35             | 201 (2022)                        | 27                 | modifier les données · modifier les données |
| Grande-Rivière Château       | 39258      | 39150       | Saint-Claude    | Saint-Laurent-en-Grandvaux          | CC la Grandvallière                        | 39,21            | 633 (2022)                        | 16                 | modifier les données · modifier les données |
| Grange-de-Vaivre             | 39259      | 39600       | Dole            | Mont-sous-Vaudrey                   | CC du Val d'Amour                          | 1,74             | 45 (2022)                         | 26                 | modifier les données · modifier les données |
| Graye-et-Charnay             | 39261      | 39320       | Lons-le-Saunier | Saint-Amour                         | CC Porte du Jura                           | 6,31             | 136 (2022)                        | 22                 | modifier les données · modifier les données |
| Gredisans                    | 39262      | 39290       | Dole            | Authume                             | CA Grand Dole                              | 2,37             | 131 (2022)                        | 55                 | modifier les données · modifier les données |
| Grozon                       | 39263      | 39800       | Dole            | Bletterans                          | CC Arbois, Poligny, Salins – Cœur du Jura  | 14,25            | 384 (2022)                        | 27                 | modifier les données · modifier les données |
| Hautecour                    | 39265      | 39130       | Lons-le-Saunier | Saint-Laurent-en-Grandvaux          | CC Terre d'Émeraude Communauté             | 5,19             | 197 (2022)                        | 38                 | modifier les données · modifier les données |
| Hauteroche                   | 39177      | 39210 39570 | Lons-le-Saunier | Poligny                             | CC Bresse Haute Seille                     | 38,93            | 977 (2022)                        | 25                 | modifier les données · modifier les données |
| Hauts de Bienne              | 39368      | 39400       | Saint-Claude    | Hauts de Bienne                     | CC Haut-Jura Arcade                        | 23,48            | 5 099 (2022)                      | 217                | modifier les données · modifier les données |
| Les Hays                     | 39266      | 39120       | Dole            | Tavaux                              | CC de la Plaine Jurassienne                | 6,80             | 351 (2022)                        | 52                 | modifier les données · modifier les données |
| Ivory                        | 39267      | 39110       | Dole            | Arbois                              | CC Arbois, Poligny, Salins – Cœur du Jura  | 9,13             | 87 (2022)                         | 9,5                | modifier les données · modifier les données |
| Ivrey                        | 39268      | 39110       | Dole            | Arbois                              | CC Arbois, Poligny, Salins – Cœur du Jura  | 6,67             | 62 (2022)                         | 9,3                | modifier les données · modifier les données |
| Jeurre                       | 39269      | 39360       | Saint-Claude    | Moirans-en-Montagne                 | CC Terre d'Émeraude Communauté             | 6,99             | 238 (2022)                        | 34                 | modifier les données · modifier les données |
| Jouhe                        | 39270      | 39100       | Dole            | Authume                             | CA Grand Dole                              | 5,96             | 537 (2022)                        | 90                 | modifier les données · modifier les données |
| Lac-des-Rouges-Truites       | 39271      | 39150       | Saint-Claude    | Saint-Laurent-en-Grandvaux          | CC la Grandvallière                        | 19,69            | 395 (2022)                        | 20                 | modifier les données · modifier les données |
| Ladoye-sur-Seille            | 39272      | 39210       | Lons-le-Saunier | Poligny                             | CC Bresse Haute Seille                     | 3,69             | 49 (2022)                         | 13                 | modifier les données · modifier les données |
| Lajoux                       | 39274      | 01410 39310 | Saint-Claude    | Coteaux du Lizon                    | CC Haut-Jura Saint-Claude                  | 23,65            | 299 (2022)                        | 13                 | modifier les données · modifier les données |
| Lamoura                      | 39275      | 39310       | Saint-Claude    | Coteaux du Lizon                    | CC de la Station des Rousses-Haut-Jura     | 22,28            | 659 (2022)                        | 30                 | modifier les données · modifier les données |
| Le Larderet                  | 39277      | 39300       | Lons-le-Saunier | Champagnole                         | CC Champagnole Nozeroy Jura                | 6,31             | 50 (2022)                         | 7,9                | modifier les données · modifier les données |
| Largillay-Marsonnay          | 39278      | 39130       | Lons-le-Saunier | Saint-Laurent-en-Grandvaux          | CC Terre d'Émeraude Communauté             | 6,98             | 131 (2022)                        | 19                 | modifier les données · modifier les données |
| Larnaud                      | 39279      | 39140       | Lons-le-Saunier | Bletterans                          | CC Bresse Haute Seille                     | 10,67            | 619 (2022)                        | 58                 | modifier les données · modifier les données |
| Larrivoire                   | 39280      | 39360       | Saint-Claude    | Coteaux du Lizon                    | CC Haut-Jura Saint-Claude                  | 6,50             | 108 (2022)                        | 17                 | modifier les données · modifier les données |
| Le Latet                     | 39281      | 39300       | Lons-le-Saunier | Champagnole                         | CC Champagnole Nozeroy Jura                | 4,02             | 89 (2022)                         | 22                 | modifier les données · modifier les données |
| La Latette                   | 39282      | 39250       | Lons-le-Saunier | Saint-Laurent-en-Grandvaux          | CC Champagnole Nozeroy Jura                | 5,89             | 77 (2022)                         | 13                 | modifier les données · modifier les données |
| Lavancia-Epercy              | 39283      | 01590       | Saint-Claude    | Coteaux du Lizon                    | CC Terre d'Émeraude Communauté             | 10,56            | 618 (2022)                        | 59                 | modifier les données · modifier les données |
| Lavangeot                    | 39284      | 39700       | Dole            | Authume                             | CA Grand Dole                              | 2,41             | 141 (2022)                        | 59                 | modifier les données · modifier les données |
| Lavans-lès-Dole              | 39285      | 39700       | Dole            | Authume                             | CA Grand Dole                              | 10,27            | 327 (2022)                        | 32                 | modifier les données · modifier les données |
| Lavans-lès-Saint-Claude      | 39286      | 39170       | Saint-Claude    | Coteaux du Lizon                    | CC Haut-Jura Saint-Claude                  | 23,68            | 2 342 (2022)                      | 99                 | modifier les données · modifier les données |
| Lavigny                      | 39288      | 39210       | Lons-le-Saunier | Poligny                             | CC Bresse Haute Seille                     | 5,38             | 383 (2022)                        | 71                 | modifier les données · modifier les données |
| Lect                         | 39289      | 39260       | Saint-Claude    | Moirans-en-Montagne                 | CC Terre d'Émeraude Communauté             | 11,94            | 334 (2022)                        | 28                 | modifier les données · modifier les données |
| Lemuy                        | 39291      | 39110       | Dole            | Arbois                              | CC Arbois, Poligny, Salins – Cœur du Jura  | 21,33            | 239 (2022)                        | 11                 | modifier les données · modifier les données |
| Lent                         | 39292      | 39300       | Lons-le-Saunier | Champagnole                         | CC Champagnole Nozeroy Jura                | 4,11             | 137 (2022)                        | 33                 | modifier les données · modifier les données |
| Leschères                    | 39293      | 39170       | Saint-Claude    | Saint-Claude                        | CC Haut-Jura Saint-Claude                  | 8,28             | 203 (2022)                        | 25                 | modifier les données · modifier les données |
| Loisia                       | 39295      | 39320       | Lons-le-Saunier | Saint-Amour                         | CC Porte du Jura                           | 11,58            | 146 (2022)                        | 13                 | modifier les données · modifier les données |
| Lombard                      | 39296      | 39230       | Lons-le-Saunier | Bletterans                          | CC Bresse Haute Seille                     | 5,41             | 211 (2022)                        | 39                 | modifier les données · modifier les données |
| Longchaumois                 | 39297      | 39400       | Saint-Claude    | Hauts de Bienne                     | CC Haut-Jura Arcade                        | 57,60            | 1 133 (2022)                      | 20                 | modifier les données · modifier les données |
| Longcochon                   | 39298      | 39250       | Lons-le-Saunier | Saint-Laurent-en-Grandvaux          | CC Champagnole Nozeroy Jura                | 3,64             | 58 (2022)                         | 16                 | modifier les données · modifier les données |
| Longwy-sur-le-Doubs          | 39299      | 39120       | Dole            | Tavaux                              | CC de la Plaine Jurassienne                | 16,46            | 493 (2022)                        | 30                 | modifier les données · modifier les données |
| Loulle                       | 39301      | 39300       | Lons-le-Saunier | Champagnole                         | CC Champagnole Nozeroy Jura                | 10,90            | 173 (2022)                        | 16                 | modifier les données · modifier les données |
| Louvatange                   | 39302      | 39350       | Dole            | Authume                             | CC Jura Nord                               | 3,31             | 110 (2022)                        | 33                 | modifier les données · modifier les données |
| Le Louverot                  | 39304      | 39210       | Lons-le-Saunier | Poligny                             | CC Bresse Haute Seille                     | 1,74             | 232 (2022)                        | 133                | modifier les données · modifier les données |
| La Loye                      | 39305      | 39380       | Dole            | Mont-sous-Vaudrey                   | CC du Val d'Amour                          | 19,56            | 537 (2022)                        | 27                 | modifier les données · modifier les données |
| Macornay                     | 39306      | 39570       | Lons-le-Saunier | Lons-le-Saunier-2                   | CA Espace communautaire Lons Agglomération | 4,60             | 1 027 (2022)                      | 223                | modifier les données · modifier les données |
| Maisod                       | 39307      | 39260       | Saint-Claude    | Moirans-en-Montagne                 | CC Terre d'Émeraude Communauté             | 7,39             | 325 (2022)                        | 44                 | modifier les données · modifier les données |
| Malange                      | 39308      | 39700       | Dole            | Authume                             | CA Grand Dole                              | 8,40             | 319 (2022)                        | 38                 | modifier les données · modifier les données |
| Mantry                       | 39310      | 39230       | Lons-le-Saunier | Bletterans                          | CC Bresse Haute Seille                     | 10,83            | 472 (2022)                        | 44                 | modifier les données · modifier les données |
| Marigna-sur-Valouse          | 39312      | 39240       | Lons-le-Saunier | Moirans-en-Montagne                 | CC Terre d'Émeraude Communauté             | 8,35             | 107 (2022)                        | 13                 | modifier les données · modifier les données |
| Marigny                      | 39313      | 39130       | Lons-le-Saunier | Saint-Laurent-en-Grandvaux          | CC Champagnole Nozeroy Jura                | 11,99            | 215 (2022)                        | 18                 | modifier les données · modifier les données |
| Marnézia                     | 39314      | 39270       | Lons-le-Saunier | Moirans-en-Montagne                 | CC Terre d'Émeraude Communauté             | 4,97             | 68 (2022)                         | 14                 | modifier les données · modifier les données |
| Marnoz                       | 39315      | 39110       | Dole            | Arbois                              | CC Arbois, Poligny, Salins – Cœur du Jura  | 4,87             | 379 (2022)                        | 78                 | modifier les données · modifier les données |
| La Marre                     | 39317      | 39210       | Lons-le-Saunier | Poligny                             | CC Bresse Haute Seille                     | 10,63            | 358 (2022)                        | 34                 | modifier les données · modifier les données |
| Martigna                     | 39318      | 39260       | Saint-Claude    | Moirans-en-Montagne                 | CC Terre d'Émeraude Communauté             | 8,77             | 207 (2022)                        | 24                 | modifier les données · modifier les données |
| Mathenay                     | 39319      | 39600       | Dole            | Arbois                              | CC Arbois, Poligny, Salins – Cœur du Jura  | 3,54             | 145 (2022)                        | 41                 | modifier les données · modifier les données |
| Maynal                       | 39320      | 39190       | Lons-le-Saunier | Saint-Amour                         | CC Porte du Jura                           | 8,14             | 328 (2022)                        | 40                 | modifier les données · modifier les données |
| Menétru-le-Vignoble          | 39321      | 39210       | Lons-le-Saunier | Poligny                             | CC Bresse Haute Seille                     | 5,88             | 164 (2022)                        | 28                 | modifier les données · modifier les données |
| Menétrux-en-Joux             | 39322      | 39130       | Lons-le-Saunier | Saint-Laurent-en-Grandvaux          | CC Terre d'Émeraude Communauté             | 8,78             | 74 (2022)                         | 8,4                | modifier les données · modifier les données |
| Menotey                      | 39323      | 39290       | Dole            | Authume                             | CA Grand Dole                              | 5,02             | 301 (2022)                        | 60                 | modifier les données · modifier les données |
| Mérona                       | 39324      | 39270       | Lons-le-Saunier | Moirans-en-Montagne                 | CC Terre d'Émeraude Communauté             | 2,97             | 8 (2022)                          | 2,7                | modifier les données · modifier les données |
| Mesnay                       | 39325      | 39600       | Dole            | Arbois                              | CC Arbois, Poligny, Salins – Cœur du Jura  | 8,32             | 577 (2022)                        | 69                 | modifier les données · modifier les données |
| Mesnois                      | 39326      | 39130       | Lons-le-Saunier | Saint-Laurent-en-Grandvaux          | CC Terre d'Émeraude Communauté             | 11,47            | 168 (2022)                        | 15                 | modifier les données · modifier les données |
| Messia-sur-Sorne             | 39327      | 39570       | Lons-le-Saunier | Lons-le-Saunier-2                   | CA Espace communautaire Lons Agglomération | 2,69             | 891 (2022)                        | 331                | modifier les données · modifier les données |
| Meussia                      | 39328      | 39260       | Saint-Claude    | Moirans-en-Montagne                 | CC Terre d'Émeraude Communauté             | 13,64            | 439 (2022)                        | 32                 | modifier les données · modifier les données |
| Mièges                       | 39329      | 39250       | Lons-le-Saunier | Saint-Laurent-en-Grandvaux          | CC Champagnole Nozeroy Jura                | 7,68             | 165 (2022)                        | 21                 | modifier les données · modifier les données |
| Miéry                        | 39330      | 39800       | Dole            | Bletterans                          | CC Arbois, Poligny, Salins – Cœur du Jura  | 7,67             | 139 (2022)                        | 18                 | modifier les données · modifier les données |
| Mignovillard                 | 39331      | 39250       | Lons-le-Saunier | Saint-Laurent-en-Grandvaux          | CC Champagnole Nozeroy Jura                | 53,82            | 882 (2022)                        | 16                 | modifier les données · modifier les données |
| Moirans-en-Montagne          | 39333      | 39260       | Saint-Claude    | Moirans-en-Montagne                 | CC Terre d'Émeraude Communauté             | 26,56            | 2 121 (2022)                      | 80                 | modifier les données · modifier les données |
| Moiron                       | 39334      | 39570       | Lons-le-Saunier | Lons-le-Saunier-2                   | CA Espace communautaire Lons Agglomération | 1,85             | 133 (2022)                        | 72                 | modifier les données · modifier les données |
| Moissey                      | 39335      | 39290       | Dole            | Authume                             | CA Grand Dole                              | 10,63            | 565 (2022)                        | 53                 | modifier les données · modifier les données |
| Molain                       | 39336      | 39800       | Dole            | Poligny                             | CC Arbois, Poligny, Salins – Cœur du Jura  | 11,50            | 110 (2022)                        | 9,6                | modifier les données · modifier les données |
| Molamboz                     | 39337      | 39600       | Dole            | Arbois                              | CC Arbois, Poligny, Salins – Cœur du Jura  | 7,06             | 88 (2022)                         | 12                 | modifier les données · modifier les données |
| Molay                        | 39338      | 39500       | Dole            | Tavaux                              | CC de la Plaine Jurassienne                | 6,38             | 506 (2022)                        | 79                 | modifier les données · modifier les données |
| Monay                        | 39342      | 39230       | Dole            | Bletterans                          | CC Arbois, Poligny, Salins – Cœur du Jura  | 2,50             | 124 (2022)                        | 50                 | modifier les données · modifier les données |
| Monnet-la-Ville              | 39344      | 39300       | Lons-le-Saunier | Champagnole                         | CC Champagnole Nozeroy Jura                | 6,19             | 332 (2022)                        | 54                 | modifier les données · modifier les données |
| Monnetay                     | 39343      | 39320       | Lons-le-Saunier | Saint-Amour                         | CC Terre d'Émeraude Communauté             | 2,46             | 16 (2022)                         | 6,5                | modifier les données · modifier les données |
| Monnières                    | 39345      | 39100       | Dole            | Dole-1                              | CA Grand Dole                              | 2,06             | 390 (2022)                        | 189                | modifier les données · modifier les données |
| Mont-sous-Vaudrey            | 39365      | 39380       | Dole            | Mont-sous-Vaudrey                   | CC du Val d'Amour                          | 14,86            | 1 302 (2022)                      | 88                 | modifier les données · modifier les données |
| Mont-sur-Monnet              | 39366      | 39300       | Lons-le-Saunier | Champagnole                         | CC Champagnole Nozeroy Jura                | 19,93            | 203 (2022)                        | 10                 | modifier les données · modifier les données |
| Montagna-le-Reconduit        | 39346      | 39160       | Lons-le-Saunier | Saint-Amour                         | CC Porte du Jura                           | 5,43             | 109 (2022)                        | 20                 | modifier les données · modifier les données |
| Montaigu                     | 39348      | 39570       | Lons-le-Saunier | Poligny                             | CA Espace communautaire Lons Agglomération | 7,10             | 421 (2022)                        | 59                 | modifier les données · modifier les données |
| Montain                      | 39349      | 39210       | Lons-le-Saunier | Poligny                             | CC Bresse Haute Seille                     | 2,29             | 484 (2022)                        | 211                | modifier les données · modifier les données |
| Montbarrey                   | 39350      | 39380       | Dole            | Mont-sous-Vaudrey                   | CC du Val d'Amour                          | 9,70             | 306 (2022)                        | 32                 | modifier les données · modifier les données |
| Montcusel                    | 39351      | 39260       | Saint-Claude    | Moirans-en-Montagne                 | CC Terre d'Émeraude Communauté             | 9,55             | 145 (2022)                        | 15                 | modifier les données · modifier les données |
| Monteplain                   | 39352      | 39700       | Dole            | Mont-sous-Vaudrey                   | CC Jura Nord                               | 1,68             | 148 (2022)                        | 88                 | modifier les données · modifier les données |
| Montfleur                    | 39353      | 39320       | Lons-le-Saunier | Saint-Amour                         | CC Terre d'Émeraude Communauté             | 7,88             | 164 (2022)                        | 21                 | modifier les données · modifier les données |
| Montholier                   | 39354      | 39800       | Dole            | Bletterans                          | CC Arbois, Poligny, Salins – Cœur du Jura  | 7,99             | 369 (2022)                        | 46                 | modifier les données · modifier les données |
| Montigny-lès-Arsures         | 39355      | 39600       | Dole            | Arbois                              | CC Arbois, Poligny, Salins – Cœur du Jura  | 10,63            | 234 (2022)                        | 22                 | modifier les données · modifier les données |
| Montigny-sur-l'Ain           | 39356      | 39300       | Lons-le-Saunier | Champagnole                         | CC Champagnole Nozeroy Jura                | 7,99             | 214 (2022)                        | 27                 | modifier les données · modifier les données |
| Montlainsia                  | 39273      | 39320       | Lons-le-Saunier | Saint-Amour                         | CC Terre d'Émeraude Communauté             | 21,50            | 212 (2022)                        | 9,9                | modifier les données · modifier les données |
| Montmarlon                   | 39359      | 39110       | Dole            | Arbois                              | CC Arbois, Poligny, Salins – Cœur du Jura  | 3,28             | 33 (2022)                         | 10                 | modifier les données · modifier les données |
| Montmirey-la-Ville           | 39360      | 39290       | Dole            | Authume                             | CC Jura Nord                               | 3,93             | 170 (2022)                        | 43                 | modifier les données · modifier les données |
| Montmirey-le-Château         | 39361      | 39290       | Dole            | Authume                             | CC Jura Nord                               | 8,02             | 197 (2022)                        | 25                 | modifier les données · modifier les données |
| Montmorot                    | 39362      | 39570       | Lons-le-Saunier | Lons-le-Saunier-1                   | CA Espace communautaire Lons Agglomération | 11,36            | 3 207 (2022)                      | 282                | modifier les données · modifier les données |
| Montrevel                    | 39363      | 39320       | Lons-le-Saunier | Saint-Amour                         | CC Terre d'Émeraude Communauté             | 6,39             | 83 (2022)                         | 13                 | modifier les données · modifier les données |
| Montrond                     | 39364      | 39300       | Lons-le-Saunier | Champagnole                         | CC Champagnole Nozeroy Jura                | 25,32            | 483 (2022)                        | 19                 | modifier les données · modifier les données |
| Morbier                      | 39367      | 39400       | Saint-Claude    | Hauts de Bienne                     | CC Haut-Jura Arcade                        | 41,58            | 2 371 (2022)                      | 57                 | modifier les données · modifier les données |
| Mouchard                     | 39370      | 39330       | Dole            | Mont-sous-Vaudrey                   | CC du Val d'Amour                          | 6,18             | 1 094 (2022)                      | 177                | modifier les données · modifier les données |
| Mournans-Charbonny           | 39372      | 39250       | Lons-le-Saunier | Saint-Laurent-en-Grandvaux          | CC Champagnole Nozeroy Jura                | 5,06             | 82 (2022)                         | 16                 | modifier les données · modifier les données |
| Les Moussières               | 39373      | 39310       | Saint-Claude    | Coteaux du Lizon                    | CC Haut-Jura Saint-Claude                  | 16,95            | 159 (2022)                        | 9,4                | modifier les données · modifier les données |
| Moutonne                     | 39375      | 39270       | Lons-le-Saunier | Moirans-en-Montagne                 | CC Terre d'Émeraude Communauté             | 3,99             | 129 (2022)                        | 32                 | modifier les données · modifier les données |
| Moutoux                      | 39376      | 39300       | Lons-le-Saunier | Champagnole                         | CC Champagnole Nozeroy Jura                | 4,27             | 76 (2022)                         | 18                 | modifier les données · modifier les données |
| Mutigney                     | 39377      | 39290       | Dole            | Authume                             | CC Jura Nord                               | 8,00             | 175 (2022)                        | 22                 | modifier les données · modifier les données |
| Nance                        | 39379      | 39140       | Lons-le-Saunier | Bletterans                          | CC Bresse Haute Seille                     | 7,34             | 538 (2022)                        | 73                 | modifier les données · modifier les données |
| Nanchez                      | 39130      | 39150 39200 | Saint-Claude    | Saint-Claude                        | CC la Grandvallière                        | 31,65            | 761 (2022)                        | 24                 | modifier les données · modifier les données |
| Nancuise                     | 39380      | 39270       | Lons-le-Saunier | Moirans-en-Montagne                 | CC Terre d'Émeraude Communauté             | 5,21             | 41 (2022)                         | 7,9                | modifier les données · modifier les données |
| Les Nans                     | 39381      | 39300       | Lons-le-Saunier | Champagnole                         | CC Champagnole Nozeroy Jura                | 8,05             | 98 (2022)                         | 12                 | modifier les données · modifier les données |
| Neublans-Abergement          | 39385      | 39120       | Dole            | Tavaux                              | CC de la Plaine Jurassienne                | 11,64            | 549 (2022)                        | 47                 | modifier les données · modifier les données |
| Neuvilley                    | 39386      | 39800       | Dole            | Bletterans                          | CC Arbois, Poligny, Salins – Cœur du Jura  | 4,07             | 90 (2022)                         | 22                 | modifier les données · modifier les données |
| Nevy-lès-Dole                | 39387      | 39380       | Dole            | Mont-sous-Vaudrey                   | CA Grand Dole                              | 7,01             | 290 (2022)                        | 41                 | modifier les données · modifier les données |
| Nevy-sur-Seille              | 39388      | 39210       | Lons-le-Saunier | Poligny                             | CC Bresse Haute Seille                     | 6,56             | 197 (2022)                        | 30                 | modifier les données · modifier les données |
| Ney                          | 39389      | 39300       | Lons-le-Saunier | Champagnole                         | CC Champagnole Nozeroy Jura                | 7,26             | 597 (2022)                        | 82                 | modifier les données · modifier les données |
| Nogna                        | 39390      | 39570       | Lons-le-Saunier | Poligny                             | CC Terre d'Émeraude Communauté             | 6,11             | 304 (2022)                        | 50                 | modifier les données · modifier les données |
| Nozeroy                      | 39391      | 39250       | Lons-le-Saunier | Saint-Laurent-en-Grandvaux          | CC Champagnole Nozeroy Jura                | 3,74             | 396 (2022)                        | 106                | modifier les données · modifier les données |
| Offlanges                    | 39392      | 39290       | Dole            | Authume                             | CC Jura Nord                               | 8,73             | 194 (2022)                        | 22                 | modifier les données · modifier les données |
| Onglières                    | 39393      | 39250       | Lons-le-Saunier | Saint-Laurent-en-Grandvaux          | CC Champagnole Nozeroy Jura                | 8,99             | 64 (2022)                         | 7,1                | modifier les données · modifier les données |
| Onoz                         | 39394      | 39270       | Lons-le-Saunier | Moirans-en-Montagne                 | CC Terre d'Émeraude Communauté             | 14,85            | 71 (2022)                         | 4,8                | modifier les données · modifier les données |
| Orchamps                     | 39396      | 39700       | Dole            | Mont-sous-Vaudrey                   | CC Jura Nord                               | 9,92             | 1 048 (2022)                      | 106                | modifier les données · modifier les données |
| Orgelet                      | 39397      | 39270       | Lons-le-Saunier | Moirans-en-Montagne                 | CC Terre d'Émeraude                        | 23,11            | 1 571 (2022)                      | 68                 | modifier les données · modifier les données |
| Ougney                       | 39398      | 39350       | Dole            | Authume                             | CC Jura Nord                               | 7,08             | 419 (2022)                        | 59                 | modifier les données · modifier les données |
| Ounans                       | 39399      | 39380       | Dole            | Mont-sous-Vaudrey                   | CC du Val d'Amour                          | 12,19            | 330 (2022)                        | 27                 | modifier les données · modifier les données |
| Our                          | 39400      | 39700       | Dole            | Mont-sous-Vaudrey                   | CC Jura Nord                               | 13,86            | 148 (2022)                        | 11                 | modifier les données · modifier les données |
| Oussières                    | 39401      | 39800       | Dole            | Bletterans                          | CC Arbois, Poligny, Salins – Cœur du Jura  | 7,54             | 237 (2022)                        | 31                 | modifier les données · modifier les données |
| Pagney                       | 39402      | 39350       | Dole            | Authume                             | CC Jura Nord                               | 5,99             | 385 (2022)                        | 64                 | modifier les données · modifier les données |
| Pagnoz                       | 39403      | 39330       | Dole            | Mont-sous-Vaudrey                   | CC du Val d'Amour                          | 3,29             | 217 (2022)                        | 66                 | modifier les données · modifier les données |
| Pannessières                 | 39404      | 39570       | Lons-le-Saunier | Poligny                             | CA Espace communautaire Lons Agglomération | 5,35             | 448 (2022)                        | 84                 | modifier les données · modifier les données |
| Parcey                       | 39405      | 39100       | Dole            | Dole-2                              | CA Grand Dole                              | 8,94             | 1 023 (2022)                      | 114                | modifier les données · modifier les données |
| Le Pasquier                  | 39406      | 39300       | Lons-le-Saunier | Champagnole                         | CC Champagnole Nozeroy Jura                | 7,75             | 285 (2022)                        | 37                 | modifier les données · modifier les données |
| Passenans                    | 39407      | 39230       | Lons-le-Saunier | Bletterans                          | CC Bresse Haute Seille                     | 4,94             | 336 (2022)                        | 68                 | modifier les données · modifier les données |
| Patornay                     | 39408      | 39130       | Lons-le-Saunier | Saint-Laurent-en-Grandvaux          | CC Terre d'Émeraude Communauté             | 1,80             | 154 (2022)                        | 86                 | modifier les données · modifier les données |
| Peintre                      | 39409      | 39290       | Dole            | Authume                             | CA Grand Dole                              | 6,34             | 134 (2022)                        | 21                 | modifier les données · modifier les données |
| Perrigny                     | 39411      | 39570       | Lons-le-Saunier | Poligny                             | CA Espace communautaire Lons Agglomération | 8,89             | 1 535 (2022)                      | 173                | modifier les données · modifier les données |
| Peseux                       | 39412      | 39120       | Dole            | Tavaux                              | CA Grand Dole                              | 5,36             | 295 (2022)                        | 55                 | modifier les données · modifier les données |
| La Pesse                     | 39413      | 39370       | Saint-Claude    | Coteaux du Lizon                    | CC Haut-Jura Saint-Claude                  | 24,26            | 332 (2022)                        | 14                 | modifier les données · modifier les données |
| Petit-Noir                   | 39415      | 39120       | Dole            | Tavaux                              | CC de la Plaine Jurassienne                | 20,52            | 1 063 (2022)                      | 52                 | modifier les données · modifier les données |
| Picarreau                    | 39418      | 39800       | Dole            | Poligny                             | CC Arbois, Poligny, Salins – Cœur du Jura  | 8,96             | 101 (2022)                        | 11                 | modifier les données · modifier les données |
| Pillemoine                   | 39419      | 39300       | Lons-le-Saunier | Champagnole                         | CC Champagnole Nozeroy Jura                | 4,69             | 62 (2022)                         | 13                 | modifier les données · modifier les données |
| Pimorin                      | 39420      | 39270       | Lons-le-Saunier | Moirans-en-Montagne                 | CC Terre d'Émeraude Communauté             | 10,29            | 204 (2022)                        | 20                 | modifier les données · modifier les données |
| Le Pin                       | 39421      | 39210       | Lons-le-Saunier | Poligny                             | CA Espace communautaire Lons Agglomération | 2,82             | 237 (2022)                        | 84                 | modifier les données · modifier les données |
| Plainoiseau                  | 39422      | 39210       | Lons-le-Saunier | Poligny                             | CC Bresse Haute Seille                     | 5,38             | 509 (2022)                        | 95                 | modifier les données · modifier les données |
| Plaisia                      | 39423      | 39270       | Lons-le-Saunier | Moirans-en-Montagne                 | CC Terre d'Émeraude Communauté             | 5,31             | 99 (2022)                         | 19                 | modifier les données · modifier les données |
| Les Planches-en-Montagne     | 39424      | 39150       | Lons-le-Saunier | Saint-Laurent-en-Grandvaux          | CC Champagnole Nozeroy Jura                | 13,48            | 156 (2022)                        | 12                 | modifier les données · modifier les données |
| Les Planches-près-Arbois     | 39425      | 39600       | Dole            | Arbois                              | CC Arbois, Poligny, Salins – Cœur du Jura  | 1,39             | 86 (2022)                         | 62                 | modifier les données · modifier les données |
| Plasne                       | 39426      | 39210 39800 | Dole            | Bletterans                          | CC Arbois, Poligny, Salins – Cœur du Jura  | 7,76             | 201 (2022)                        | 26                 | modifier les données · modifier les données |
| Plénise                      | 39427      | 39250       | Lons-le-Saunier | Saint-Laurent-en-Grandvaux          | CC Champagnole Nozeroy Jura                | 5,43             | 63 (2022)                         | 12                 | modifier les données · modifier les données |
| Plénisette                   | 39428      | 39250       | Lons-le-Saunier | Saint-Laurent-en-Grandvaux          | CC Champagnole Nozeroy Jura                | 2,61             | 21 (2022)                         | 8,0                | modifier les données · modifier les données |
| Pleure                       | 39429      | 39120       | Dole            | Tavaux                              | CC de la Plaine Jurassienne                | 5,07             | 437 (2022)                        | 86                 | modifier les données · modifier les données |
| Plumont                      | 39430      | 39700       | Dole            | Mont-sous-Vaudrey                   | CC Jura Nord                               | 12,10            | 105 (2022)                        | 8,7                | modifier les données · modifier les données |
| Poids-de-Fiole               | 39431      | 39570       | Lons-le-Saunier | Poligny                             | CC Terre d'Émeraude Communauté             | 6,49             | 329 (2022)                        | 51                 | modifier les données · modifier les données |
| Pointre                      | 39432      | 39290       | Dole            | Authume                             | CA Grand Dole                              | 6,54             | 126 (2022)                        | 19                 | modifier les données · modifier les données |
| Poligny                      | 39434      | 39800       | Dole            | Poligny                             | CC Arbois, Poligny, Salins, Cœur du Jura   | 51,48            | 4 089 (2022)                      | 79                 | modifier les données · modifier les données |
| Pont-d'Héry                  | 39436      | 39110       | Dole            | Arbois                              | CC Arbois, Poligny, Salins, Cœur du Jura   | 13,54            | 243 (2022)                        | 18                 | modifier les données · modifier les données |
| Pont-de-Poitte               | 39435      | 39130       | Lons-le-Saunier | Saint-Laurent-en-Grandvaux          | CC Terre d'Émeraude Communauté             | 7,02             | 626 (2022)                        | 89                 | modifier les données · modifier les données |
| Pont-du-Navoy                | 39437      | 39300       | Lons-le-Saunier | Champagnole                         | CC Champagnole Nozeroy Jura                | 9,46             | 275 (2022)                        | 29                 | modifier les données · modifier les données |
| Port-Lesney                  | 39439      | 39330 39600 | Dole            | Mont-sous-Vaudrey                   | CC du Val d'Amour                          | 10,91            | 539 (2022)                        | 49                 | modifier les données · modifier les données |
| Prémanon                     | 39441      | 39220 39400 | Saint-Claude    | Hauts de Bienne                     | CC de la Station des Rousses-Haut-Jura     | 28,18            | 1 244 (2022)                      | 44                 | modifier les données · modifier les données |
| Présilly                     | 39443      | 39270       | Lons-le-Saunier | Moirans-en-Montagne                 | CC Terre d'Émeraude Communauté             | 11,23            | 114 (2022)                        | 10                 | modifier les données · modifier les données |
| Pretin                       | 39444      | 39110       | Dole            | Arbois                              | CC Arbois, Poligny, Salins – Cœur du Jura  | 5,44             | 52 (2022)                         | 9,6                | modifier les données · modifier les données |
| Publy                        | 39445      | 39570       | Lons-le-Saunier | Poligny                             | CA Espace communautaire Lons Agglomération | 15,18            | 276 (2022)                        | 18                 | modifier les données · modifier les données |
| Pupillin                     | 39446      | 39600       | Dole            | Arbois                              | CC Arbois, Poligny, Salins – Cœur du Jura  | 6,61             | 245 (2022)                        | 37                 | modifier les données · modifier les données |
| Quintigny                    | 39447      | 39570       | Lons-le-Saunier | Bletterans                          | CC Bresse Haute Seille                     | 3,65             | 297 (2022)                        | 81                 | modifier les données · modifier les données |
| Rahon                        | 39448      | 39120       | Dole            | Tavaux                              | CC de la Plaine Jurassienne                | 19,60            | 450 (2022)                        | 23                 | modifier les données · modifier les données |
| Rainans                      | 39449      | 39290       | Dole            | Authume                             | CA Grand Dole                              | 3,67             | 265 (2022)                        | 72                 | modifier les données · modifier les données |
| Ranchot                      | 39451      | 39700       | Dole            | Mont-sous-Vaudrey                   | CC Jura Nord                               | 6,91             | 507 (2022)                        | 73                 | modifier les données · modifier les données |
| Rans                         | 39452      | 39700       | Dole            | Mont-sous-Vaudrey                   | CC Jura Nord                               | 6,14             | 529 (2022)                        | 86                 | modifier les données · modifier les données |
| Ravilloles                   | 39453      | 39170       | Saint-Claude    | Saint-Claude                        | CC Haut-Jura Saint-Claude                  | 7,79             | 444 (2022)                        | 57                 | modifier les données · modifier les données |
| Recanoz                      | 39454      | 39230       | Lons-le-Saunier | Bletterans                          | CC Bresse Haute Seille                     | 3,01             | 94 (2022)                         | 31                 | modifier les données · modifier les données |
| Reithouse                    | 39455      | 39270       | Lons-le-Saunier | Moirans-en-Montagne                 | CC Terre d'Émeraude Communauté             | 4,84             | 53 (2022)                         | 11                 | modifier les données · modifier les données |
| Relans                       | 39456      | 39140       | Lons-le-Saunier | Bletterans                          | CC Bresse Haute Seille                     | 4,74             | 348 (2022)                        | 73                 | modifier les données · modifier les données |
| Les Repôts                   | 39457      | 39140       | Lons-le-Saunier | Bletterans                          | CC Bresse Haute Seille                     | 4,02             | 55 (2022)                         | 14                 | modifier les données · modifier les données |
| Revigny                      | 39458      | 39570       | Lons-le-Saunier | Poligny                             | CA Espace communautaire Lons Agglomération | 6,51             | 236 (2022)                        | 36                 | modifier les données · modifier les données |
| Rix                          | 39461      | 39250       | Lons-le-Saunier | Saint-Laurent-en-Grandvaux          | CC Champagnole Nozeroy Jura                | 5,17             | 77 (2022)                         | 15                 | modifier les données · modifier les données |
| La Rixouse                   | 39460      | 39200       | Saint-Claude    | Saint-Claude                        | CC Haut-Jura Saint-Claude                  | 12,59            | 187 (2022)                        | 15                 | modifier les données · modifier les données |
| Rochefort-sur-Nenon          | 39462      | 39700       | Dole            | Authume                             | CA Grand Dole                              | 10,20            | 692 (2022)                        | 68                 | modifier les données · modifier les données |
| Rogna                        | 39463      | 39360       | Saint-Claude    | Coteaux du Lizon                    | CC Haut-Jura Saint-Claude                  | 10,46            | 236 (2022)                        | 23                 | modifier les données · modifier les données |
| Romain                       | 39464      | 39350       | Dole            | Authume                             | CC Jura Nord                               | 6,07             | 237 (2022)                        | 39                 | modifier les données · modifier les données |
| Romange                      | 39465      | 39700       | Dole            | Authume                             | CA Grand Dole                              | 5,49             | 214 (2022)                        | 39                 | modifier les données · modifier les données |
| Rosay                        | 39466      | 39190       | Lons-le-Saunier | Saint-Amour                         | CC Porte du Jura                           | 9,93             | 119 (2022)                        | 12                 | modifier les données · modifier les données |
| Rotalier                     | 39467      | 39190       | Lons-le-Saunier | Saint-Amour                         | CC Porte du Jura                           | 4,07             | 151 (2022)                        | 37                 | modifier les données · modifier les données |
| Rothonay                     | 39468      | 39270       | Lons-le-Saunier | Moirans-en-Montagne                 | CC Terre d'Émeraude Communauté             | 12,98            | 132 (2022)                        | 10                 | modifier les données · modifier les données |
| Rouffange                    | 39469      | 39350       | Dole            | Authume                             | CC Jura Nord                               | 2,87             | 120 (2022)                        | 42                 | modifier les données · modifier les données |
| Les Rousses                  | 39470      | 39220 39400 | Saint-Claude    | Hauts de Bienne                     | CC de la Station des Rousses-Haut-Jura     | 38,00            | 3 702 (2022)                      | 97                 | modifier les données · modifier les données |
| Ruffey-sur-Seille            | 39471      | 39140       | Lons-le-Saunier | Bletterans                          | CC Bresse Haute Seille                     | 18,01            | 751 (2022)                        | 42                 | modifier les données · modifier les données |
| Rye                          | 39472      | 39230       | Lons-le-Saunier | Bletterans                          | CC Bresse Haute Seille                     | 11,84            | 218 (2022)                        | 18                 | modifier les données · modifier les données |
| Saffloz                      | 39473      | 39130       | Lons-le-Saunier | Saint-Laurent-en-Grandvaux          | CC Champagnole Nozeroy Jura                | 8,65             | 87 (2022)                         | 10                 | modifier les données · modifier les données |
| Saint-Amour                  | 39475      | 39160       | Lons-le-Saunier | Saint-Amour                         | CC Porte du Jura                           | 11,65            | 2 364 (2022)                      | 203                | modifier les données · modifier les données |
| Saint-Aubin                  | 39476      | 39410       | Dole            | Tavaux                              | CA Grand Dole                              | 33,76            | 1 855 (2022)                      | 55                 | modifier les données · modifier les données |
| Saint-Baraing                | 39477      | 39120       | Dole            | Tavaux                              | CC de la Plaine Jurassienne                | 6,28             | 255 (2022)                        | 41                 | modifier les données · modifier les données |
| Saint-Claude                 | 39478      | 39200       | Saint-Claude    | Saint-Claude                        | CC Haut-Jura Saint-Claude                  | 70,19            | 8 556 (2022)                      | 122                | modifier les données · modifier les données |
| Saint-Cyr-Montmalin          | 39479      | 39600       | Dole            | Arbois                              | CC Arbois, Poligny, Salins – Cœur du Jura  | 10,21            | 246 (2022)                        | 24                 | modifier les données · modifier les données |
| Saint-Didier                 | 39480      | 39570       | Lons-le-Saunier | Lons-le-Saunier-1                   | CA Espace communautaire Lons Agglomération | 3,02             | 277 (2022)                        | 92                 | modifier les données · modifier les données |
| Saint-Germain-en-Montagne    | 39481      | 39300       | Lons-le-Saunier | Champagnole                         | CC Champagnole Nozeroy Jura                | 5,35             | 388 (2022)                        | 73                 | modifier les données · modifier les données |
| Saint-Hymetière-sur-Valouse  | 39137      | 39240       | Lons-le-Saunier | Moirans-en-Montagne                 | CC Terre d'Émeraude Communauté             | 18,30            | 415 (2022)                        | 23                 | modifier les données · modifier les données |
| Saint-Lamain                 | 39486      | 39230       | Lons-le-Saunier | Bletterans                          | CC Bresse Haute Seille                     | 4,16             | 120 (2022)                        | 29                 | modifier les données · modifier les données |
| Saint-Laurent-en-Grandvaux   | 39487      | 39150       | Saint-Claude    | Saint-Laurent-en-Grandvaux          | CC la Grandvallière                        | 17,57            | 1 818 (2022)                      | 103                | modifier les données · modifier les données |
| Saint-Lothain                | 39489      | 39230       | Dole            | Bletterans                          | CC Arbois, Poligny, Salins – Cœur du Jura  | 12,33            | 461 (2022)                        | 37                 | modifier les données · modifier les données |
| Saint-Loup                   | 39490      | 39120       | Dole            | Tavaux                              | CC de la Plaine Jurassienne                | 9,58             | 239 (2022)                        | 25                 | modifier les données · modifier les données |
| Saint-Maur                   | 39492      | 39570       | Lons-le-Saunier | Poligny                             | CC Terre d'Émeraude Communauté             | 6,50             | 214 (2022)                        | 33                 | modifier les données · modifier les données |
| Saint-Maurice-Crillat        | 39493      | 39130       | Lons-le-Saunier | Saint-Laurent-en-Grandvaux          | CC Terre d'Émeraude Communauté             | 20,79            | 242 (2022)                        | 12                 | modifier les données · modifier les données |
| Saint-Pierre                 | 39494      | 39150       | Saint-Claude    | Saint-Laurent-en-Grandvaux          | CC la Grandvallière                        | 16,37            | 362 (2022)                        | 22                 | modifier les données · modifier les données |
| Saint-Thiébaud               | 39495      | 39110       | Dole            | Arbois                              | CC Arbois, Poligny, Salins – Cœur du Jura  | 7,94             | 73 (2022)                         | 9,2                | modifier les données · modifier les données |
| Saizenay                     | 39497      | 39110       | Dole            | Arbois                              | CC Arbois, Poligny, Salins – Cœur du Jura  | 4,88             | 99 (2022)                         | 20                 | modifier les données · modifier les données |
| Salans                       | 39498      | 39700       | Dole            | Mont-sous-Vaudrey                   | CC Jura Nord                               | 6,88             | 654 (2022)                        | 95                 | modifier les données · modifier les données |
| Saligney                     | 39499      | 39350       | Dole            | Authume                             | CC Jura Nord                               | 7,98             | 189 (2022)                        | 24                 | modifier les données · modifier les données |
| Salins-les-Bains             | 39500      | 39110       | Dole            | Arbois                              | CC Arbois, Poligny, Salins, Cœur du Jura   | 24,68            | 2 430 (2022)                      | 98                 | modifier les données · modifier les données |
| Sampans                      | 39501      | 39100       | Dole            | Dole-1                              | CA Grand Dole                              | 7,58             | 1 114 (2022)                      | 147                | modifier les données · modifier les données |
| Santans                      | 39502      | 39380       | Dole            | Mont-sous-Vaudrey                   | CC du Val d'Amour                          | 16,52            | 275 (2022)                        | 17                 | modifier les données · modifier les données |
| Sapois                       | 39503      | 39300       | Lons-le-Saunier | Champagnole                         | CC Champagnole Nozeroy Jura                | 3,56             | 400 (2022)                        | 112                | modifier les données · modifier les données |
| Sarrogna                     | 39504      | 39270       | Lons-le-Saunier | Moirans-en-Montagne                 | CC Terre d'Émeraude Communauté             | 19,87            | 227 (2022)                        | 11                 | modifier les données · modifier les données |
| Saugeot                      | 39505      | 39130       | Lons-le-Saunier | Saint-Laurent-en-Grandvaux          | CC Terre d'Émeraude Communauté             | 4,49             | 56 (2022)                         | 12                 | modifier les données · modifier les données |
| Séligney                     | 39507      | 39120       | Dole            | Tavaux                              | CC de la Plaine Jurassienne                | 4,15             | 78 (2022)                         | 19                 | modifier les données · modifier les données |
| Sellières                    | 39508      | 39230       | Lons-le-Saunier | Bletterans                          | CC Bresse Haute Seille                     | 9,90             | 728 (2022)                        | 74                 | modifier les données · modifier les données |
| Septmoncel les Molunes       | 39510      | 39310       | Saint-Claude    | Coteaux du Lizon                    | CC Haut-Jura Saint-Claude                  | 39,91            | 808 (2022)                        | 20                 | modifier les données · modifier les données |
| Sergenaux                    | 39511      | 39230       | Lons-le-Saunier | Bletterans                          | CC Bresse Haute Seille                     | 3,24             | 64 (2022)                         | 20                 | modifier les données · modifier les données |
| Sergenon                     | 39512      | 39120       | Lons-le-Saunier | Bletterans                          | CC Bresse Haute Seille                     | 3,88             | 57 (2022)                         | 15                 | modifier les données · modifier les données |
| Sermange                     | 39513      | 39700       | Dole            | Authume                             | CC Jura Nord                               | 7,07             | 236 (2022)                        | 33                 | modifier les données · modifier les données |
| Serre-les-Moulières          | 39514      | 39700       | Dole            | Authume                             | CC Jura Nord                               | 5,67             | 186 (2022)                        | 33                 | modifier les données · modifier les données |
| Sirod                        | 39517      | 39300       | Lons-le-Saunier | Champagnole                         | CC Champagnole Nozeroy Jura                | 16,10            | 550 (2022)                        | 34                 | modifier les données · modifier les données |
| Songeson                     | 39518      | 39130       | Lons-le-Saunier | Saint-Laurent-en-Grandvaux          | CC Terre d'Émeraude Communauté             | 8,42             | 72 (2022)                         | 8,6                | modifier les données · modifier les données |
| Soucia                       | 39519      | 39130       | Lons-le-Saunier | Saint-Laurent-en-Grandvaux          | CC Terre d'Émeraude Communauté             | 12,37            | 174 (2022)                        | 14                 | modifier les données · modifier les données |
| Souvans                      | 39520      | 39380       | Dole            | Mont-sous-Vaudrey                   | CC du Val d'Amour                          | 19,66            | 519 (2022)                        | 26                 | modifier les données · modifier les données |
| Supt                         | 39522      | 39300       | Lons-le-Saunier | Champagnole                         | CC Champagnole Nozeroy Jura                | 13,97            | 108 (2022)                        | 7,7                | modifier les données · modifier les données |
| Syam                         | 39523      | 39300       | Lons-le-Saunier | Champagnole                         | CC Champagnole Nozeroy Jura                | 6,90             | 184 (2022)                        | 27                 | modifier les données · modifier les données |
| Tassenières                  | 39525      | 39120       | Dole            | Tavaux                              | CC de la Plaine Jurassienne                | 6,64             | 396 (2022)                        | 60                 | modifier les données · modifier les données |
| Tavaux                       | 39526      | 39500       | Dole            | Tavaux                              | CA Grand Dole                              | 13,86            | 3 926 (2022)                      | 283                | modifier les données · modifier les données |
| Taxenne                      | 39527      | 39350       | Dole            | Authume                             | CC Jura Nord                               | 3,84             | 125 (2022)                        | 33                 | modifier les données · modifier les données |
| Thervay                      | 39528      | 39290       | Dole            | Authume                             | CC Jura Nord                               | 15,75            | 389 (2022)                        | 25                 | modifier les données · modifier les données |
| Thésy                        | 39529      | 39110       | Dole            | Arbois                              | CC Arbois, Poligny, Salins – Cœur du Jura  | 4,92             | 64 (2022)                         | 13                 | modifier les données · modifier les données |
| Thoirette-Coisia             | 39530      | 39240       | Lons-le-Saunier | Moirans-en-Montagne                 | CC Terre d'Émeraude Communauté             | 15,50            | 816 (2022)                        | 53                 | modifier les données · modifier les données |
| Thoiria                      | 39531      | 39130       | Lons-le-Saunier | Saint-Laurent-en-Grandvaux          | CC Terre d'Émeraude Communauté             | 12,24            | 183 (2022)                        | 15                 | modifier les données · modifier les données |
| Thoissia                     | 39532      | 39160       | Lons-le-Saunier | Saint-Amour                         | CC Porte du Jura                           | 3,89             | 36 (2022)                         | 9,3                | modifier les données · modifier les données |
| Toulouse-le-Château          | 39533      | 39230       | Lons-le-Saunier | Bletterans                          | CC Bresse Haute Seille                     | 4,16             | 209 (2022)                        | 50                 | modifier les données · modifier les données |
| La Tour-du-Meix              | 39534      | 39270       | Lons-le-Saunier | Moirans-en-Montagne                 | CC Terre d'Émeraude Communauté             | 13,42            | 262 (2022)                        | 20                 | modifier les données · modifier les données |
| Tourmont                     | 39535      | 39800       | Dole            | Bletterans                          | CC Arbois, Poligny, Salins – Cœur du Jura  | 9,73             | 445 (2022)                        | 46                 | modifier les données · modifier les données |
| Trenal                       | 39537      | 39190 39570 | Lons-le-Saunier | Lons-le-Saunier-2                   | CA Espace communautaire Lons Agglomération | 9,54             | 471 (2022)                        | 49                 | modifier les données · modifier les données |
| Les Trois-Châteaux           | 39378      | 39160       | Lons-le-Saunier | Saint-Amour                         | CC Porte du Jura                           | 19,28            | 770 (2022)                        | 40                 | modifier les données · modifier les données |
| Uxelles                      | 39538      | 39130       | Lons-le-Saunier | Saint-Laurent-en-Grandvaux          | CC Terre d'Émeraude Communauté             | 5,27             | 65 (2022)                         | 12                 | modifier les données · modifier les données |
| Vadans                       | 39539      | 39600       | Dole            | Arbois                              | CC Arbois, Poligny, Salins – Cœur du Jura  | 11,25            | 307 (2022)                        | 27                 | modifier les données · modifier les données |
| Val-d'Épy                    | 39209      | 39160 39320 | Lons-le-Saunier | Saint-Amour                         | CC Porte du Jura                           | 25,35            | 302 (2022)                        | 12                 | modifier les données · modifier les données |
| Val-Sonnette                 | 39576      | 39190       | Lons-le-Saunier | Saint-Amour                         | CC Porte du Jura                           | 19,33            | 1 309 (2022)                      | 68                 | modifier les données · modifier les données |
| Val Suran                    | 39485      | 39320       | Lons-le-Saunier | Saint-Amour                         | CC Terre d'Émeraude Communauté             | 37,49            | 782 (2022)                        | 21                 | modifier les données · modifier les données |
| Valempoulières               | 39540      | 39300       | Lons-le-Saunier | Champagnole                         | CC Champagnole Nozeroy Jura                | 16,25            | 205 (2022)                        | 13                 | modifier les données · modifier les données |
| Valzin en Petite Montagne    | 39290      | 39240       | Lons-le-Saunier | Moirans-en-Montagne                 | CC Terre d'Émeraude Communauté             | 26,38            | 454 (2022)                        | 17                 | modifier les données · modifier les données |
| Vannoz                       | 39543      | 39300       | Lons-le-Saunier | Champagnole                         | CC Champagnole Nozeroy Jura                | 5,75             | 221 (2022)                        | 38                 | modifier les données · modifier les données |
| Le Vaudioux                  | 39545      | 39300       | Lons-le-Saunier | Champagnole                         | CC Champagnole Nozeroy Jura                | 6,01             | 166 (2022)                        | 28                 | modifier les données · modifier les données |
| Vaudrey                      | 39546      | 39380       | Dole            | Mont-sous-Vaudrey                   | CC du Val d'Amour                          | 17,87            | 351 (2022)                        | 20                 | modifier les données · modifier les données |
| Vaux-lès-Saint-Claude        | 39547      | 39360       | Saint-Claude    | Coteaux du Lizon                    | CC Terre d'Émeraude Communauté             | 9,36             | 675 (2022)                        | 72                 | modifier les données · modifier les données |
| Verges                       | 39550      | 39570       | Lons-le-Saunier | Poligny                             | CA Espace communautaire Lons Agglomération | 6,16             | 197 (2022)                        | 32                 | modifier les données · modifier les données |
| Véria                        | 39551      | 39160       | Lons-le-Saunier | Saint-Amour                         | CC Porte du Jura                           | 10,09            | 112 (2022)                        | 11                 | modifier les données · modifier les données |
| Vernantois                   | 39552      | 39570       | Lons-le-Saunier | Lons-le-Saunier-2                   | CA Espace communautaire Lons Agglomération | 6,99             | 287 (2022)                        | 41                 | modifier les données · modifier les données |
| Le Vernois                   | 39553      | 39210       | Lons-le-Saunier | Poligny                             | CC Bresse Haute Seille                     | 1,08             | 291 (2022)                        | 269                | modifier les données · modifier les données |
| Vers-en-Montagne             | 39554      | 39300       | Lons-le-Saunier | Champagnole                         | CC Champagnole Nozeroy Jura                | 8,35             | 230 (2022)                        | 28                 | modifier les données · modifier les données |
| Vers-sous-Sellières          | 39555      | 39230       | Lons-le-Saunier | Bletterans                          | CC Bresse Haute Seille                     | 8,48             | 233 (2022)                        | 27                 | modifier les données · modifier les données |
| Vertamboz                    | 39556      | 39130       | Lons-le-Saunier | Saint-Laurent-en-Grandvaux          | CC Terre d'Émeraude Communauté             | 6,66             | 87 (2022)                         | 13                 | modifier les données · modifier les données |
| Vescles                      | 39557      | 39240       | Lons-le-Saunier | Moirans-en-Montagne                 | CC Terre d'Émeraude Communauté             | 20,27            | 183 (2022)                        | 9,0                | modifier les données · modifier les données |
| Vevy                         | 39558      | 39570       | Lons-le-Saunier | Poligny                             | CA Espace communautaire Lons Agglomération | 9,62             | 302 (2022)                        | 31                 | modifier les données · modifier les données |
| La Vieille-Loye              | 39559      | 39380       | Dole            | Mont-sous-Vaudrey                   | CC du Val d'Amour                          | 9,19             | 395 (2022)                        | 43                 | modifier les données · modifier les données |
| Villard-Saint-Sauveur        | 39560      | 39200       | Saint-Claude    | Coteaux du Lizon                    | CC Haut-Jura Saint-Claude                  | 9,05             | 582 (2022)                        | 64                 | modifier les données · modifier les données |
| Villards-d'Héria             | 39561      | 39260       | Saint-Claude    | Moirans-en-Montagne                 | CC Terre d'Émeraude Communauté             | 9,91             | 391 (2022)                        | 39                 | modifier les données · modifier les données |
| Villeneuve-d'Aval            | 39565      | 39600       | Dole            | Mont-sous-Vaudrey                   | CC du Val d'Amour                          | 3,99             | 96 (2022)                         | 24                 | modifier les données · modifier les données |
| Villeneuve-sous-Pymont       | 39567      | 39570       | Lons-le-Saunier | Lons-le-Saunier-1                   | CA Espace communautaire Lons Agglomération | 2,67             | 305 (2022)                        | 114                | modifier les données · modifier les données |
| Villers-Farlay               | 39569      | 39600       | Dole            | Mont-sous-Vaudrey                   | CC du Val d'Amour                          | 10,04            | 649 (2022)                        | 65                 | modifier les données · modifier les données |
| Villers-les-Bois             | 39570      | 39120 39800 | Dole            | Bletterans                          | CC Arbois, Poligny, Salins – Cœur du Jura  | 10,50            | 225 (2022)                        | 21                 | modifier les données · modifier les données |
| Villers-Robert               | 39571      | 39120       | Dole            | Tavaux                              | CA Grand Dole                              | 10,13            | 240 (2022)                        | 24                 | modifier les données · modifier les données |
| Villerserine                 | 39568      | 39800       | Dole            | Bletterans                          | CC Arbois, Poligny, Salins – Cœur du Jura  | 2,85             | 34 (2022)                         | 12                 | modifier les données · modifier les données |
| Villette-lès-Arbois          | 39572      | 39600       | Dole            | Arbois                              | CC Arbois, Poligny, Salins – Cœur du Jura  | 5,45             | 365 (2022)                        | 67                 | modifier les données · modifier les données |
| Villette-lès-Dole            | 39573      | 39100       | Dole            | Dole-2                              | CA Grand Dole                              | 4,59             | 798 (2022)                        | 174                | modifier les données · modifier les données |
| Villevieux                   | 39574      | 39140       | Lons-le-Saunier | Bletterans                          | CC Bresse Haute Seille                     | 9,87             | 707 (2022)                        | 72                 | modifier les données · modifier les données |
| Le Villey                    | 39575      | 39230       | Lons-le-Saunier | Bletterans                          | CC Bresse Haute Seille                     | 3,57             | 92 (2022)                         | 26                 | modifier les données · modifier les données |
| Vincent-Froideville          | 39577      | 39230       | Lons-le-Saunier | Bletterans                          | CC Bresse Haute Seille                     | 11,69            | 388 (2022)                        | 33                 | modifier les données · modifier les données |
| Viry                         | 39579      | 39360       | Saint-Claude    | Coteaux du Lizon                    | CC Haut-Jura Saint-Claude                  | 25,40            | 893 (2022)                        | 35                 | modifier les données · modifier les données |
| Vitreux                      | 39581      | 39350       | Dole            | Authume                             | CC Jura Nord                               | 7,85             | 255 (2022)                        | 32                 | modifier les données · modifier les données |
| Voiteur                      | 39582      | 39210       | Lons-le-Saunier | Poligny                             | CC Bresse Haute Seille                     | 9,42             | 784 (2022)                        | 83                 | modifier les données · modifier les données |
| Vosbles-Valfin               | 39583      | 39240       | Lons-le-Saunier | Moirans-en-Montagne                 | CC Terre d'Émeraude Communauté             | 21,34            | 186 (2022)                        | 8,7                | modifier les données · modifier les données |
| Vriange                      | 39584      | 39700       | Dole            | Authume                             | CA Grand Dole                              | 5,78             | 162 (2022)                        | 28                 | modifier les données · modifier les données |
| Vulvoz                       | 39585      | 39360       | Saint-Claude    | Coteaux du Lizon                    | CC Haut-Jura Saint-Claude                  | 4,49             | 22 (2022)                         | 4,9                | modifier les données · modifier les données |
| Jura                         | 39         |             |                 |                                     |                                            | 4 999,00         | 258 405 (2022)                    | 52                 | modifier les données                        |